# 景福宮 (韓國)
景福宮（：／ Gyeongbokgung */?）是朝鲜王朝於1395年時所建的一座宮殿，位於今韓國首爾特別市的鐘路區社稷路。該王宮是朝鮮五大宮殿中規模最大的一個，作為過去朝鮮王室的居所而使用，在現代的景福宮旁還設有國立古宮博物館和国立民俗博物馆，以便遊客參觀。
景福宮始建於1395年，在1592年日本入侵朝鮮之時被燒毀，朝鲜朝廷迁移至昌德宮，景福宮废弃达兩個世紀。1868年，兴宣大院君主持重建，宮殿中的7700間房間全部翻新，擴建了40多公頃，並新增約500座建築物。
1910年，大日本帝国吞併大韓帝國，日本當局隨即有系統的摧毀景福宮建築群。為了1915年舉辦的朝鮮工業博覽會，以及為了在1926年前建成朝鲜总督府，日本政府拆除了大批景福宮內的韓屋，並建造了許多日式西洋建築、博物馆、草坪和花園以作代替。到了日本投降、韓國光復的1945年，景福宮八成部分已被摧毀，而随后朝鲜战争期间更是进一步损毁。
1968年，大韩民国政府正式啟動對景福宮的修復工程，韓國各界對重建景福宮一事都抱有極大熱忱。最先被修復的是光化門，之後首先各個大門被修復完成。接著在1980年代，由於韓國的經濟起飛，韓國政府展開了更加專業且全面的修復計劃，該計劃旨在嚴格復原“景福宮在未被日本殖民前的一切外觀和裝飾”，但是內部多改採現代抗震鋼骨結構，預計到2045年完全修復成功。
1990年代以後，景福宮的復原速度明顯增加，1995年拆除了朝鲜总督府，2001年修復了興禮門，2010年修復了光化門的木構部份，2010年修復了光化門的月台部份。截止2023年，景福宮建築群已經成為全首爾參觀人數最多的旅遊景點。

## 歷史

### 初建及破坏

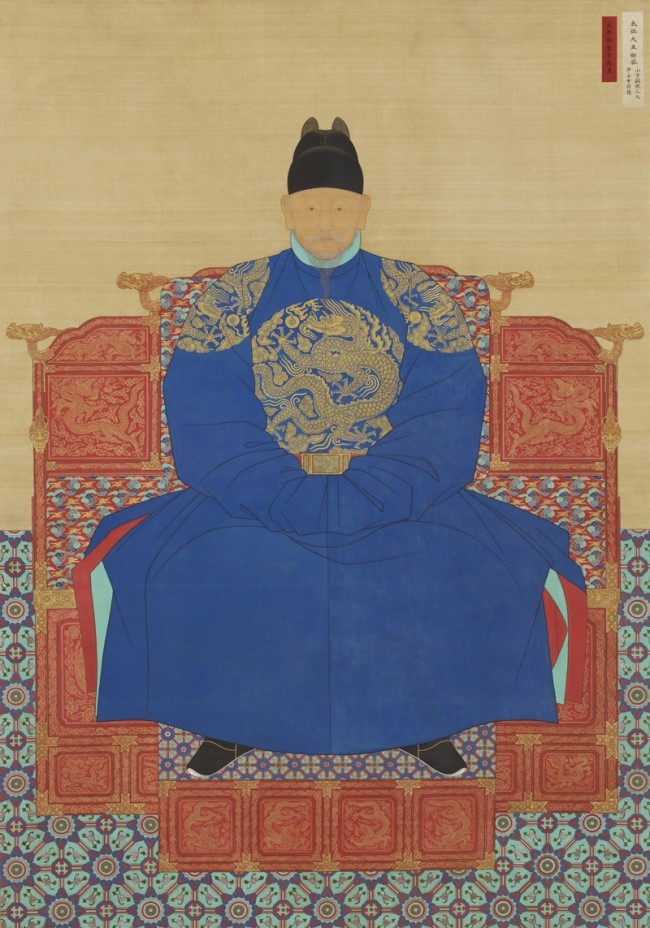
李成桂

景福宮位于汉阳城（今首尔）北半部中心偏西的位置，北为北岳山。
1394年，朝鲜王朝太祖李成桂在开京命令设立“新都宫阙造成都监”，命郑道传、沈德符、金溱、李恬、李稷、权仲和等人监督修建汉阳宫殿。新宫选址时，国师无学大师从风水角度考虑，主张以汉阳西边的仁王山为主山，宫殿座西向东；郑道传等人从礼制的角度考虑，主张以汉阳北边的北岳山为主山，宫殿座北朝南。太祖最终选择了郑道传的意见。但是北岳山并不在正北方向，因此景福宫采取了壬座丙向（座北偏西）的方位。景福宫所在的位置原有高丽肃宗修建的宫殿，忠肃王时加以扩建，辛禑王和恭让王迁都汉阳时曾居于此。至朝鲜国开国，尚有延兴殿等建筑保存完好。但其面积狭小，李成桂下令在高丽故宫遗迹的基础上加以扩建，并兴建新的建筑。景福宫名称的由来，是取中国《詩經·大雅·既醉》：「旣醉以酒，旣飽以德，君子萬年，介爾景福」。因位于汉城北部，也叫“北阙”。
明洪武二十八年（1395年）一月，新宫修建工程开始，同年九月初步竣工，命名为“宫城”，有正殿五间，报平厅五间，燕寝七间，东西小寝殿各三间，还有午门、殿门、东楼、西楼、东西角楼，以及行廊、穿廊、水剌房（膳房）、司饔房、尙書司、承旨房、內侍茶房、敬興府、中樞院、三軍府、東西樓庫等建筑500多栋。当年十月，命判三司事鄭道傳为新宫命名。定宫名为景福宫，午门为正门（后改名光化门），殿門为勤政門，正殿曰勤政殿，报平厅为思政殿，燕寝为康宁殿，東西小寢为延生殿、慶成殿。東西樓为隆文樓、隆武樓。周围宫墙1813步（1步=古6尺，即約2500m），光化门外东西设两府、六曹、台院。北为玄武门，正东为建春门，正西为迎秋门。
太祖末年，朝鲜发生第一次王子之乱，王都又移回开京，在相当一段时间内以高丽旧宫寿昌宫为正宫。太宗即位后，关于继续以开京为首都，还是迁回汉阳，亦或在其西侧的母岳山下营建新都，展开了激烈争论。最后用占卜方法，汉阳得两吉一凶，开京和母岳山各得一吉两凶，于是决定还都汉阳。此後約两百年间，景福宮作為朝鲜王朝的正宮使用。
1553年（嘉靖32年）九月十四日丁巳，景福宫发生大火，康宁殿、思政殿、钦敬阁被大火焚毀，历代珍宝、书籍、大王大妃诰命、服饰文物全被烧毁，明宗、王妃沈氏（仁順王后）与大王大妃（文定王后）尹氏移居昌德宫。1592年万历朝鲜战争爆发，4月28日忠州失守，宣祖国王于4月30日仓促出宫，以大臣尹斗寿为扈从，星夜兼程逃往西北。当天汉城城中乱民大起，先焚烧存有公私奴婢文籍的掌隶院、刑曹二处官衙，然后进入内帑库争抢宝物，并在景福宫、昌德宫、昌庆宫中举火，将历代宝玩以及文武楼、弘文馆所藏书籍、春秋馆所藏历代实录、《承政院日记》、以及前朝文献史稿“烧尽无遗”。
万历朝鲜战争结束后，朝鲜王室返回汉城，以成宗之兄月山大君府邸为临时行宫，改名庆运宫。因景福宫内殿宇繁多，工程浩大，而朝鲜王朝经过两次侵略战争之后经济残破，无力修复景福宫，只好将原来作为離宮的昌德宮當作正宮使用，景福宮从此被閒置約两百七十年。光海君、肃宗在位时，都曾议重建景福宫之事，因财力不逮而作罢。英祖时期，曾在勤政殿旧基举行过朝参仪式。

### 高宗时期的复建
1865年，为提升由旁系入继王位的高宗声望，重振王室威严，高宗的父親兴宣大院君下令复建景福宫。复建完毕的新景福宫占地12.6万坪（57.75公顷），共由509棟建築組成，包括光化门、兴礼门、勤政门、日华门、月华门、隆文楼、隆武楼、勤政殿、思政殿、万春殿、千秋殿、康宁殿、交泰殿、延生殿、庆成殿、慈庆殿、庆会楼、麟趾堂、含元殿、文昭殿、养心堂、两仪殿、延恩殿、大明殿、兴福殿、文庆殿、修政殿、万庆殿、寿靜殿、修文堂、紫薇堂、延吉堂、膺祉堂、清讌楼、香远亭、关雎亭、接松亭、清凉亭、清心亭、序贤亭、翠露亭、华余堂、翠霞亭、钦敬阁、璇源殿、资善堂、丕显阁、春坊、桂坊、承政院、弘文馆、典设司、内医院、内班院、内司仆寺、都总府、司饔院、尚瑞院、尚衣院、典涓司、艺文馆、春秋馆、承文院、校书馆、观象监、报漏阁等建筑，共有房屋6808間。1868年，朝鲜王朝正宮由昌德宮轉移至此。
興宣大院君在修復景福宮的過程中也積極整理朝鲜半岛古代的建築史料，總結出了朝鲜建築的建造原則並整理成冊，一些19世紀才出現的新設計也在此時被加到景福宮裏。
在重建景福宫的同时，光化门外六曹街北端的议政府旧址也得以重新修复。此举被认为是大院君廓清朝鲜王朝末期外戚势道政治、恢复昔日官职的措施。修复议政府之后，以备边司为中心的权力结构发生改变，议政府的权限得到大幅度强化。当时14岁的高宗亲临议政府致贺，称“议政府今已重建矣，国体从此尤严，诚为万幸。”高宗九年（1872年）四月十七日，在重建的景福宫勤政殿举行了上尊号仪，宗亲、大臣为高宗、王妃闵氏、大王大妃赵氏（翼宗王妃）、王大妃洪氏（宪宗王妃）、大妃金氏（哲宗王妃）献上尊号册宝。翌日在内宫康宁殿举行了内晋爵仪，准备了宴席496桌。四月二十日又在康宁殿举行了会酌宴。
高宗十年（1873年）十一月五日，大院君下野，高宗亲政。然而十二月十日在大王大妃赵氏居住的景福宫纯熙堂发生火药爆炸事件，烧毁内殿、殿门、行廊400余间。大院君涉嫌主使这次爆炸。之后高宗奉大王大妃迁往昌德宫居住。翌年二月闵妃在昌德宫观物轩生下元子（纯宗）。之后的王世子册封仪式也是在昌德宫仁政殿举行的。高宗十三年（1876年）十一月四日，景福宫交泰殿又发生火灾，烧毁交泰殿、康宁殿、延生殿、庆成殿、含元殿、钦敬阁、仁智堂、健顺阁、紫薇堂、德善堂、慈庆殿、协庆堂、福安堂、纯熙堂、虹月阁等830多间房屋。储存于内殿中的朝鲜国王玉玺、王世子玉印、历代大妃的玉宝和玉册、以及朝鲜王朝历代先王的御笔和遗物全部烧毁。此外官厅、禁军出入宫阙的各种命符和御召牌，以及调动军队用的密符和兵符也全部被烧毁。由于正值朝鲜和日本关于云扬号事件进行外交交涉的关键时刻，高宗在火灾后下令紧急重新制作玉玺，包括“朝鲜国王之印”、“大朝鲜国主上之宝”、“朝鲜王宝”、“为政以德”、“昭信之宝”、“施命之宝”、“谕书之宝”、“科举之宝”、“宣赐之记”、“武卫所印”、“王世子印”等印玺。
中日战争之后，閔妃主张以俄国势力来牵制和抗衡日本，遭到日本方面的敌视。高宗三十二年八月二十日（阳历1895年10月7日）夜间，日本驻朝鲜公使三浦梧楼指挥日本守备队队员，化妆成浪人，将软禁之中的大院君抢出，塞入辇车内，然后从光化门衝入景福宫，到处搜索闵妃。侍卫队长洪啓薰、宫内大臣李耕稙在阻挡暴徒时被杀害。由于日本守备队包围了景福宫宫墙，闵妃无法逃出，最终在景福宫北部的王妃寝殿——乾清宫坤宁阁中被日本人杀害。暴徒们召来世子与宫女，指认了闵妃的尸体后，将其浇上煤油烧毁。这次暗杀史称乙未事變。此后高宗成为亲日派总理大臣金弘集控制下的傀儡，被日本守备队软禁起来。当年11月27日，高宗的亲卫势力曾计划从春生门和北墙门进入景福宫，将高宗护送至庆运宫附近贞洞地区的美国公使馆避难，因为那里设有多所西洋国家的公使馆，日本人不能轻易接近并杀害高宗。然而计划泄露，参与者们受到处罚，史称“春生门事件”。
“春生门事件”失败后，高宗担心日本人会毒杀自己，几乎不能进食，只靠美国传教士送进来的罐头食品度日。在后宫严贵人、内侍姜锡镐、侍从钟洪宇、内官崔荣夏、侍卫队长李学均、以及俄国公使馆通译官金鸿陆等人的策划下，高宗三十二年十二月二十八日（1896年2月11日），高宗与世子利用看守景福宫的日本兵不搜查宫女辇车的漏洞，乘坐严贵人的辇车逃到俄羅斯公使館（俄館播遷［：］），王室從此再也沒有回到景福宮居住。1897年，正宮移到庆运宫。1907年由於純宗的即位，正宮轉移到昌德宮。
- 興禮門（1906年）
- 勤政殿（1900年）
- 勤政殿（1906年）
- 王位（1900年)
- 王座大廳的天花板（1900年）
- 乾清宮（1900年）
- 慶會樓（1906年）
- 宮廷蓮池（1906年）
- 集玉齋（1900年）
- 光化門和獬豸雕像（1900年）
- 宮殿前的路人（19世紀後期）

### 日本佔領期的拆改

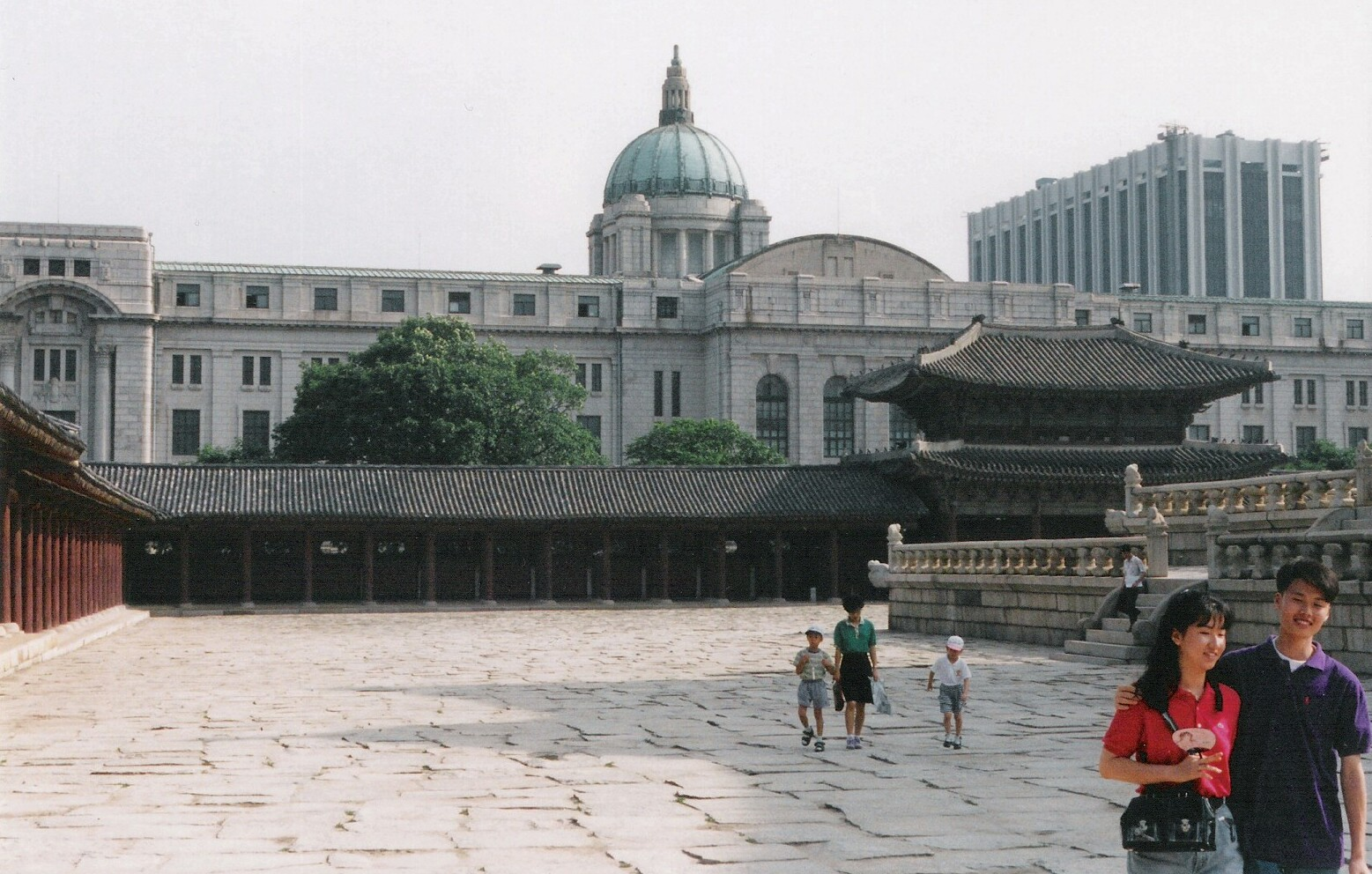
位於在勤政门前的朝鲜总督府，現已拆除（1995-96年）

1910年日韩合并后，日本朝鲜总督府以德寿宫为退位的太上皇高宗（德寿宫李太王）的居所、以昌德宫为纯宗（昌德宫李王）的居所，景福宫成为官用地。从1911年起，日本朝鲜总督府开始拆除景福宫内的建筑，起先将后宫和东宫区域的十四座建筑（如王世子居所——资善堂）拆除后运往釜山重新组装，作为日韩合并五周年博览会的展品，之后运往日本。还有一些建筑物被出售给日本的财团或私人买家。1917年昌德宫发生火灾，寝宫大造殿一带的殿宇被焚毁，景福宫内的国王寝宫康宁殿、王后寝宫交泰殿、以及附近的庆成殿、麟趾阁等建筑被朝鲜总督府拆除，移往昌德宫代替原先的寝宫。此后景福宫内其余大部分建筑也被拆毁，只留下了最主要的10棟建築，即光化门、建春门、迎秋门、神武门（玄武门）、东十字阁（东南角楼）、勤政门、勤政殿、思政殿、庆会楼、香远亭；並在勤政门前方、原兴礼门的位置建築了朝鮮總督府，由於總督府完成後從街道方向就看不到宮殿，因此這被韓國人視為歷史上的屈辱象徵。對於殘存建築物的拆除被日本的朝鮮文物愛好者柳宗悦所阻止，位于朝鲜总督府大楼之前的光化门亦从原先的位置迁移至景福宫东侧重建。

### 复原工程

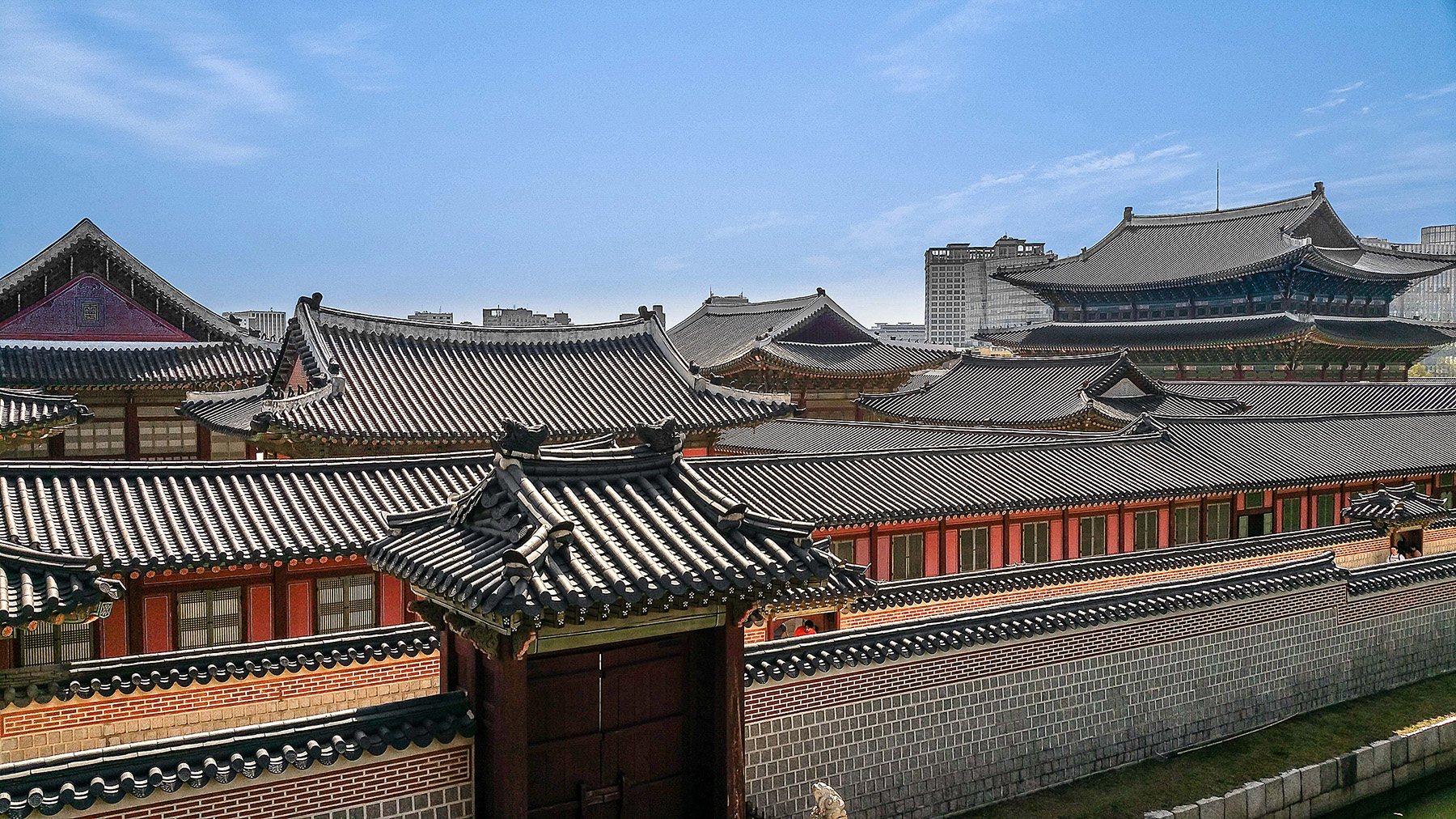
今日的景福宮

韓國獨立後，開始了景福宮的重建工作，但在1990年代前的進展都極度緩慢。之所以要耗費那麼長的時間，原因有三：一是留給大韓民國政府的景福宮中有太多日本建築，如果要復建就要先拆除，拆除也需要時間；二是韓國在獨立之初經濟不佳，沒有閒餘金錢能浪費在修復古跡上；三是景福宮原貌的資料大多被日本銷毀，要完美復原的話就必須做大量考證，這又會再次延長修復時間。
1968年光化門在總督府前面重建（原先被移到今天韩国國立民俗博物館的地方）。原日本朝鮮總督府的主楼建筑在1995年開始拆除，1996年拆除完畢。光化門從2006年開始進入整修，往南移動14.5公尺到100年前的舊址，2010年完成重建。日帝強佔时期拆毁的资善堂、乾清宫、泰元宫等宫殿也被修复重建。2021年11月5日，韩国文化财厅（文物厅）下属宫陵遗址本部公开修复后的景福宫“香远亭”。宫陵遗址本部从2018年11月起对其进行修复工作。
2023年，光化門月台重建工程完成，光化門招牌亦由白底黑字改為黑底金字。

## 主要建築

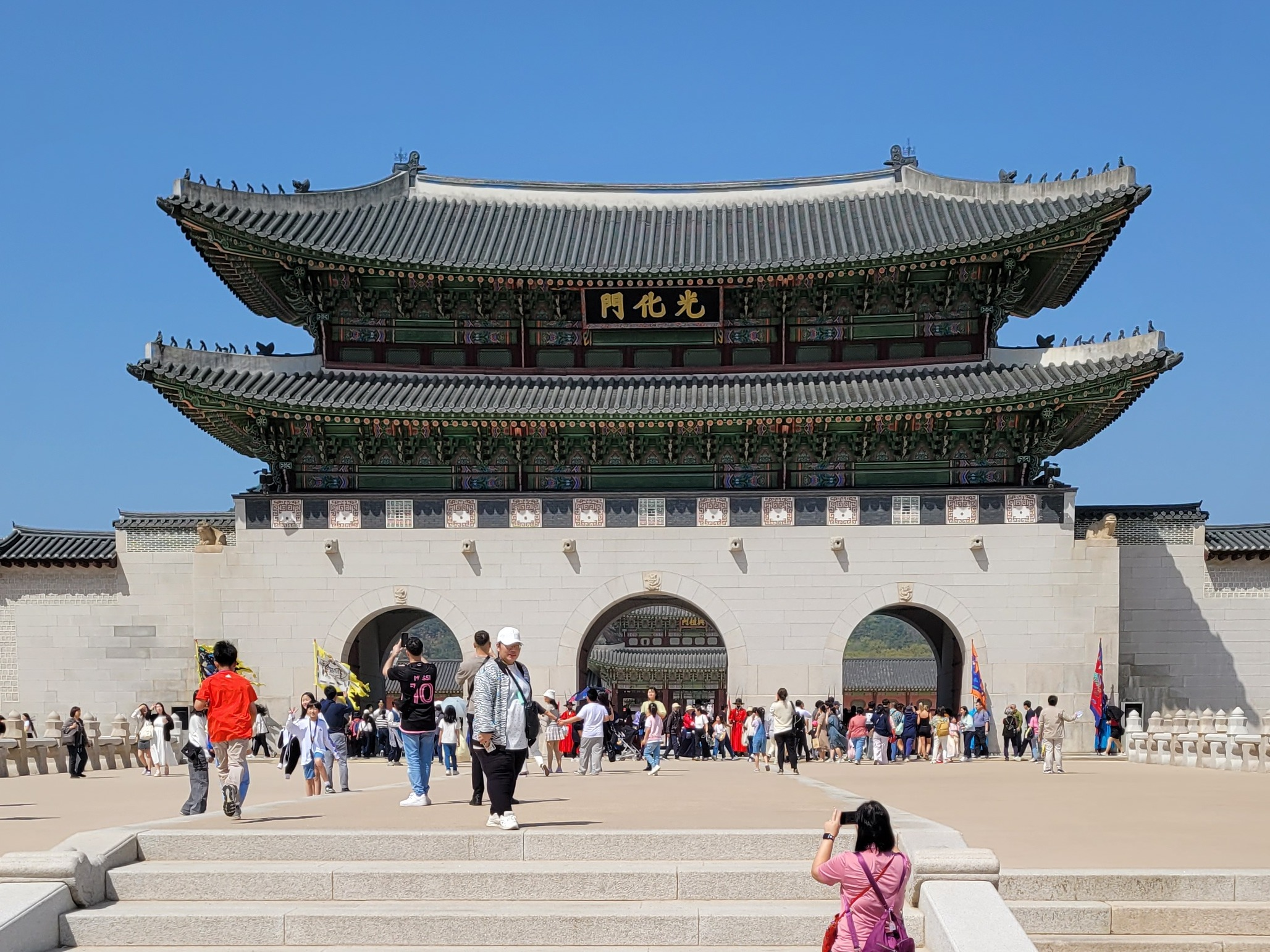
光化門

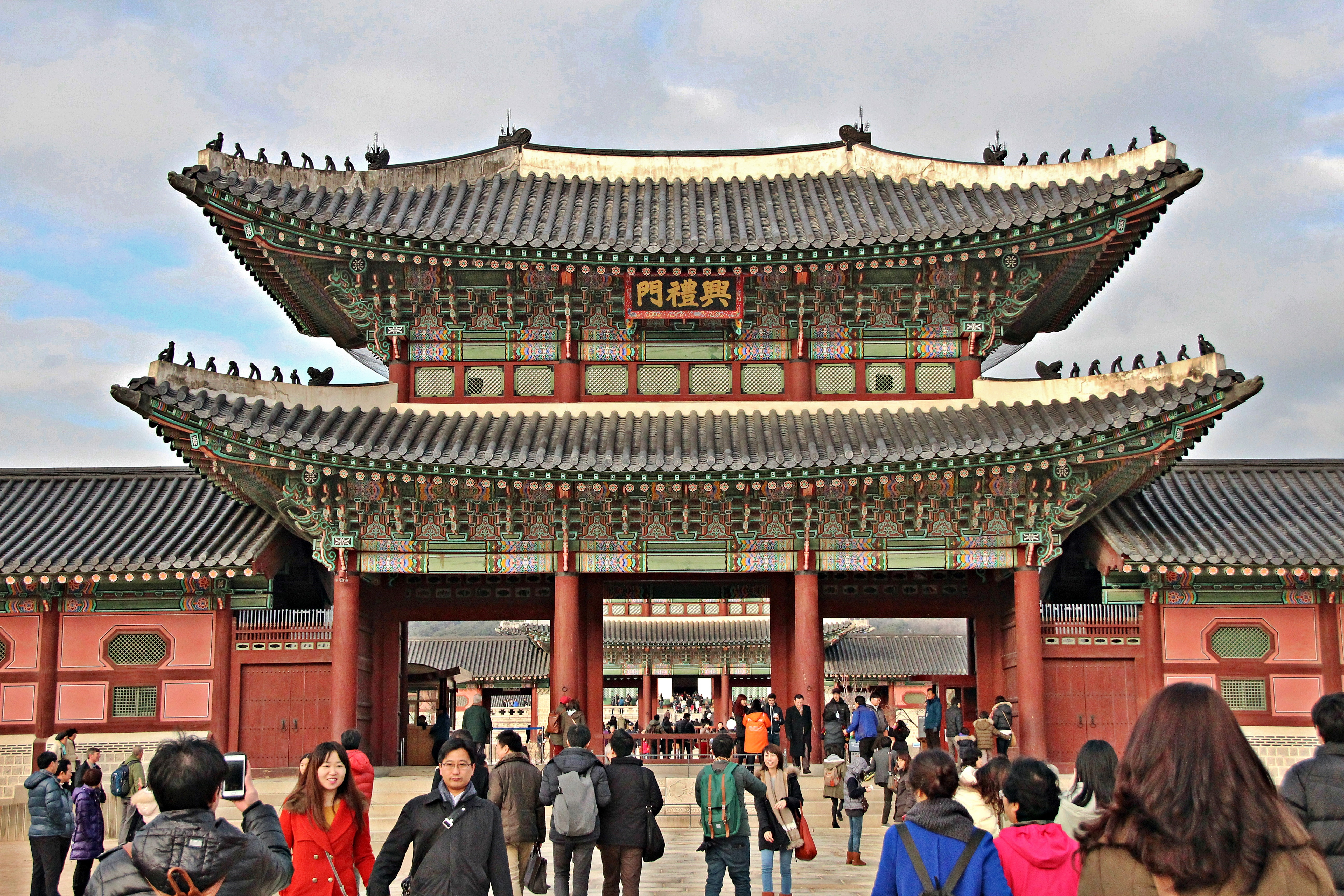
兴礼门

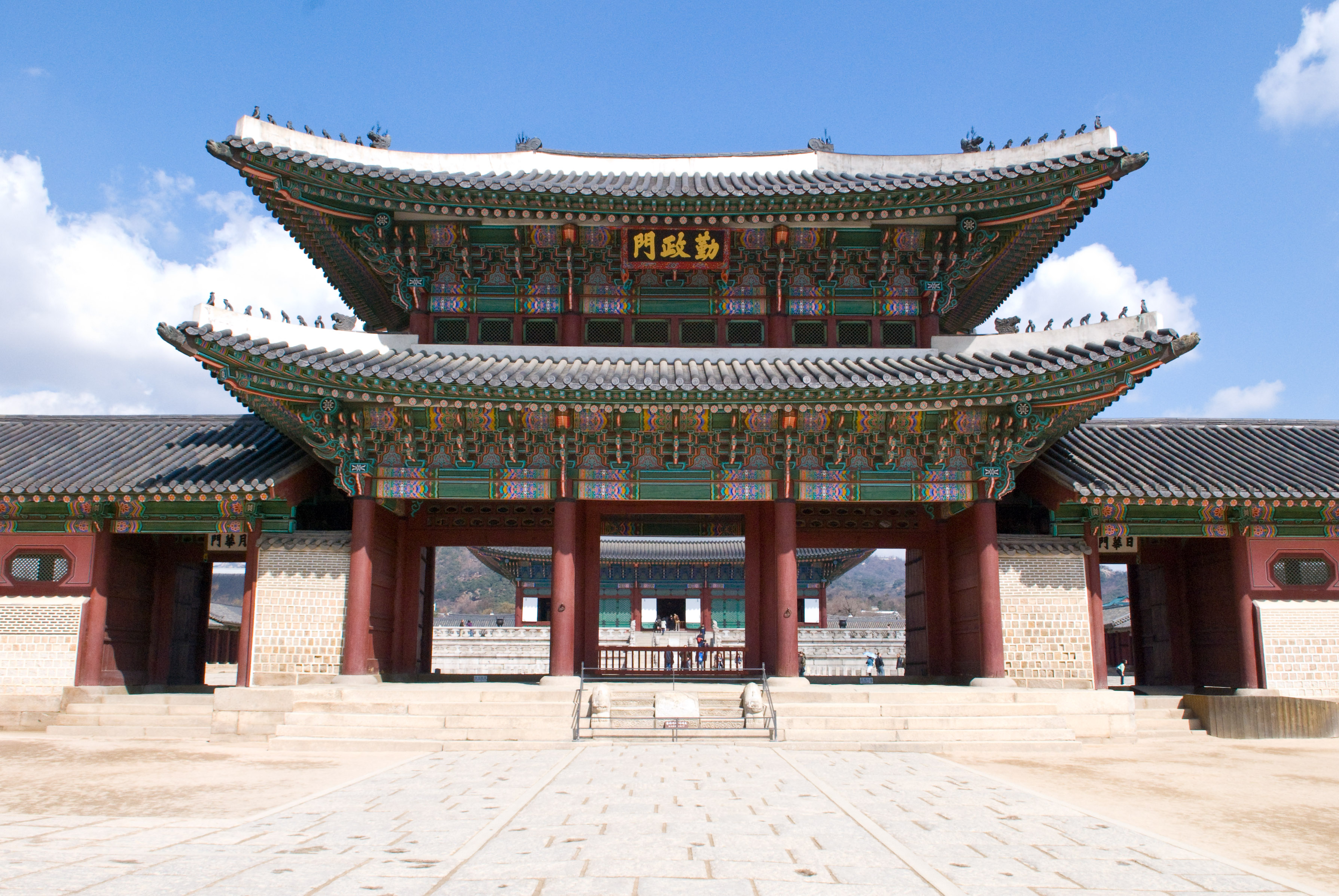
勤政門

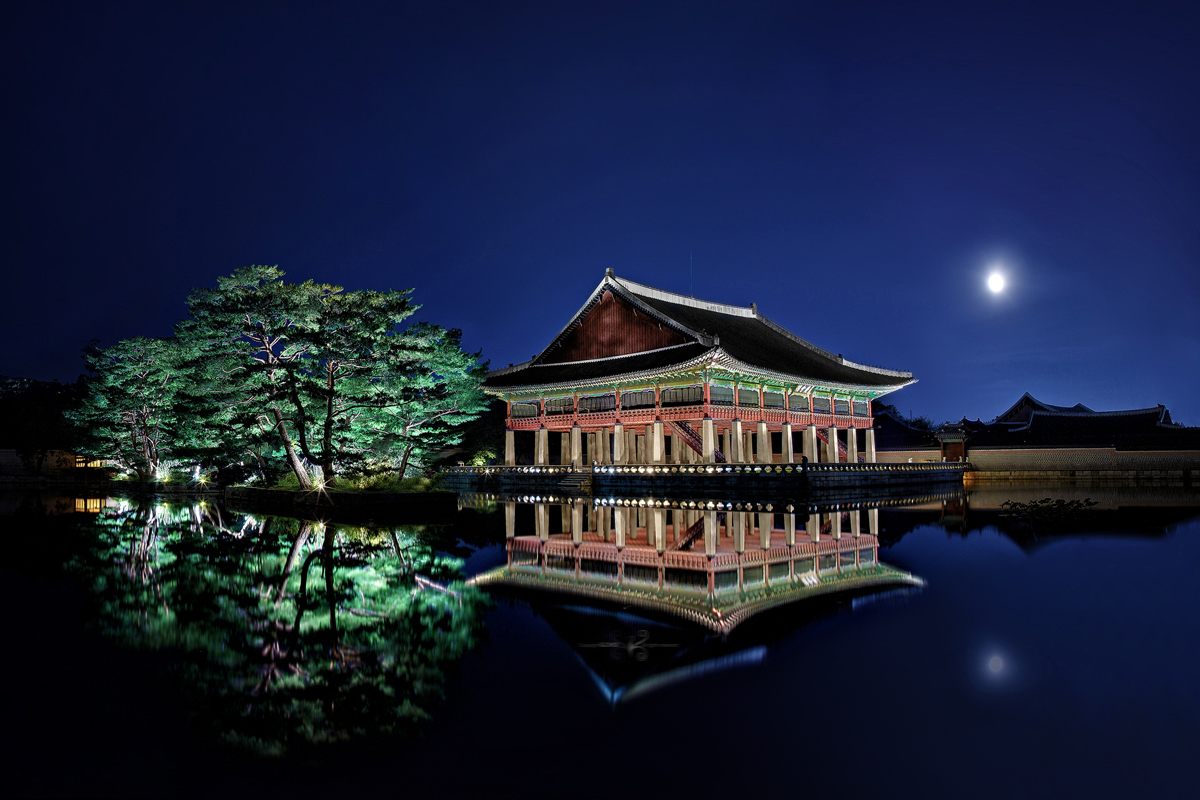
晚上的慶會樓

### 前朝

#### 光化门、兴礼门区域
- 光化門，景福宫正门。门内为守门将厅。是建在白色石造城台上的城楼式建筑，下面的城台辟有三道门券。光化门的南边是官署区，设有议政府、三军府、吏户礼兵刑工六曹、以及司宪府、司谏院、中枢院等官署建筑。
- 东西十字阁，即景福宫的东南角楼和西南角楼。西十字阁在日据时代被拆毁，东十字阁保存至今。
- 興禮門，在光化门之内，是第二道正门。原名弘礼门，大院君重建时为避清高宗弘历名讳而改名。1911年为修建朝鲜总督府大楼而被拆毁，现已重建。
  - 永濟橋，橫跨於興禮門與勤政門之間，名為禁川的護城河上的石橋便是永濟橋。
  - 維和門，在永济桥西北，通往修政殿和庆会楼区域。
  - 奇別廳，在维和门之北。
- 用成门，在光化门内御道西侧，通往內司僕院。
- 内司僕院，在景福宫西南角，是饲养御马的机构，有马廊五十六间
- 莲池，在內司僕院之东。

#### 勤政殿、思政殿区域
- 勤政門，在兴礼门之内，國家舉行重要儀式或典禮時，正門才會被開啟。在平時，文武官需各別從兩側的日華門與月華門通行。在世宗、世祖、成宗、中宗、宣祖时期，勤政门也是举行朝参礼的地方。景福宫在壬辰倭乱中被焚毁之前，朝鲜王朝诸国王去世后，嗣王通常在勤政门举行嗣位礼。
- 勤政殿，韩国國寶第223號。為五间五进、重檐歇山顶的建筑，坐落于两层丹陛之上。又称“法殿”，是朝鮮君举行对中国礼仪（正至及圣节望阙礼、皇太子千秋节望宫礼、拜表仪、为皇帝举哀仪、成服仪、举临仪、除服仪）[20]、朝贺仪式、王世子冠礼、国王纳妃礼、册王世子礼、王世子纳嫔礼，以及召開养老宴、饮福宴等宮廷宴會時的地方。接見外國使臣也均在此殿進行。殿前的廣場上，有品階石於東西兩側整理排列著。文官居東，武官居西，並依照階級高低排列。
- 隆文樓，为倚勤政殿东侧廊庑所建的三间楼阁。
- 隆武樓，为倚勤政殿西侧廊庑所建的三间楼阁。
- 思政門，在勤政殿之北。
- 思政殿，位於勤政殿的後方。為朝鮮君王與臣下平日議政、商討國事的主要殿閣。
- 萬春殿，位於思政殿東側的便殿。與千秋殿同樣設置有暖坑，以便於冬季時使用。
- 千秋殿，位於思政殿西側的便殿。為朝鮮世宗大王與眾學者們發明韓國文字的地方。
  - 字庫，在思政殿周围廊庑之内，共設天、地、玄、黃、宇、宙、洪、荒、日、月共計十間字庫。
  - 协善堂
  - 用申堂

#### 修政殿、庆会楼区域
位于景福宫西南，是日常处理朝政和举行宫廷活动的区域。
- 修政门，修政殿的正门
- 修政殿，為一處修建於一廣大基石高台上的大型殿閣。朝鮮王朝初期为集贤殿，殿閣周圍曾設有弘文館、檢書廳、賓廳及承政院等闕內各司。
  - 习会堂
  - 协五堂
  - 章元堂
  - 大殿长房
- 宾厅
- 政院
- 内班院
- 宣传官厅
- 检书厅
- 内阁
  - 聚奎楼
- 医药厅
- 大房库
- 慶會樓，位于修政殿之北，為一座二層樓的建築，四周有围墙，东为含弘门、西为天一门。庆会楼建筑为干阑式，底层用24根石柱架空，上为面阔七间、进深五间的歇山顶楼阁，四面开敞，景色優美。為朝鮮君王招待外國使節時所使用之樓閣，也曾在此举行殿试。慶會樓坐落于方池之内，池中另有两座小型方岛，象征“一池三山”之制。燕山君时期，曾在庆会楼西侧筑有万岁山，山上设蓬莱宫，周围设万岁宫、凤来宫、日月宫、礼珠宫、白云宫等五宫，实为小型的单体楼阁建筑，装饰以金银绸缎和各种彩绢。燕山君造龙舟，泛于庆会楼池上，又做黄龙舟，可乘百人。慶會樓是舉行王室的隆重宴會或接待外國使節的地方，西元1867年得以重建。站在二層建築的慶會樓，可一覽溪邊的仁王山及東部宮闕的美麗景觀。在寬闊的蓮花池中還可以乘船遊玩。慶會樓占地面積為933平方公尺（282坪），是景福宮內現存最大規模的木製建築。第二層有三重構造，最高的中央3間，象徵著天、地、人，外邊12間代表了一年有十二個月，最外邊的24根柱子象徵著24節氣等東方宇宙觀。據紀載，重建慶會樓時，在蓮花池中放進了兩隻青銅龍，則在1997年疏濬工程時被發現了[21]。

#### 东宫区域
位于勤政殿以东，是世子和世子嫔居住的区域。
- 资善堂
  - 长房，宫女居住的场所
  - 水剌间
  - 灯烛所
- 丕显阁，在资善堂之东
- 继照堂
- 春坊，即世子侍讲院，在丕显阁之南
- 桂坊，即世子翊卫司，在春坊之南
- 周谟门
- 五相房
- 统将厅
- 门旗守厅
- 别监房
- 南所卫将厅
- 东所卫将厅
- 五卫都总部
- 尚医院

### 後廷

#### 康宁殿、交泰殿区域
位于景福宫正中央的位置，是国王和王妃起居活动的区域。
- 嚮五門，康寧殿的正門，在思政殿之北。
- 康寧殿，王的寢殿。內有十二間居室。
  - 慶成殿，位於康寧殿西側的小寢殿。
  - 延生殿，位於康寧殿東側的小寢殿。
  - 延吉堂，在康宁殿之东
  - 膺祉堂，在康宁殿之西
  - 建宜堂、延昭堂、清心堂、寿庆堂、启光堂、兴安堂，均为康宁殿周围廊庑
- 兩儀門，交泰殿的正門，在康宁殿之北。
- 交泰殿，王妃的寢殿。因位於整座宮闕的中央，故又名中宮殿。而中殿一詞也常用來代稱王妃。
  - 元吉軒，在交泰殿之东，據說廢主燕山君曾把寵妾張綠水藏於此。
  - 含弘閣，在交泰殿之西
  - 健順閣，在交泰殿東北，与交泰殿相连
- 欽敬閣，在康宁殿西北，用來放置能確立時刻、測量方位等科學儀器的殿閣。
- 含元殿，在钦敬阁之北，開展佛教活動的場所。
  - 隆化堂
- 麟趾堂，在交泰殿之东
  - 体仁堂
  - 颂仁堂
  - 赞仁堂
- 福会堂，在麟趾堂之东
- 兰芝堂，在福会堂之南
- 内烧厨房，在康宁殿之东
- 外烧厨房，在内烧厨房东侧

#### 峨嵋山、慈庆殿区域
位于康宁殿、交泰殿以北，也属于后宫范围，是王大妃、大王大妃等宮中女性長輩之居所。
- 峨嵋山，交泰殿的後花園。为三层花坛，东西长60米，南北宽7米。中层和下层除了种花外，还配置有石池、怪石、石雕乌龟等。峨嵋山的最上层有十長生煙突（韩国宝物第810号），为交泰殿温突（地炕）采暖用的三座烟囱，烟囱为六棱形，装饰有“十长生”（云、山、水、石、松、月、不老草、龟、鹤、鹿等十种象征长寿的图案）、“四君子”（梅兰竹菊）、唐草、凤凰等图案。
  - 落霞潭
  - 涵月池
- 萬歲門，慈慶殿的正門。
- 慈慶殿，韩国宝物第809号。在交泰殿东北、峨嵋山正东。殿西边的红墙上有松、竹、梅、菊、竹子、牡丹、莲花等图案，及“万字不到头”花纹。
  - 清讌樓
  - 福安堂
  - 協慶堂
  - 光福堂
- 紫微堂，在慈庆殿之西
- 興福殿，在交泰殿之北，峨嵋山後方。日据时代被拆毁，至今尚未復原。
  - 协仁门
  - 景昭门
  - 泰祉堂
  - 弘安堂
  - 会光堂
  - 广元堂
- 多庆阁
- 建福阁
  - 万有门
  - 景成门
- 万庆殿
  - 辅化门
  - 平在门
- 德光门

#### 香远亭、乾清宫区域
位于景福宫的北侧，是后宫活动区域
- 緝敬堂
- 正中门
- 咸和堂
- 彰武门
- 酱库
- 香远亭，1873年建造乾清宫时在其南边挖掘池塘，中有小岛，上面建造二层的香远亭，实际是阁楼式建筑。
  - 醉香橋，香远亭之北的木桥
  - 莲池
  - 荷香亭
  - 冽上真源，在香远亭莲池西北角，是入水口
- 乾清宮，位于香远亭之北，是高宗时期为国王与王妃修建的后寝宫。
  - 弼成门
  - 長安堂
  - 初阳门
  - 正化堂
  - 秋水芙蓉樓
  - 坤寧閣，王妃寝宫
  - 玉壺樓
  - 正始閣
  - 四時香樓
  - 福綏堂
  - 綠琴堂
  - 观明门
- 集玉齋，在乾清宫西侧，仿照中国清朝硬山顶建筑建造，是藏书楼
  - 協吉堂
  - 八隅亭
- 宝贤堂
- 嘉会亭

#### 东北部区域
位于景福宫东侧和东北侧，大致相当于今日韩国国立民俗博物馆的位置，是嫔、昭仪、淑仪等内命妇居住的区域。璿源殿也建在这里。
- 万和堂
- 通和堂
- 齊壽閣
- 宝月堂
- 紫云堂
- 含静堂
- 临香堂
- 礼春堂
- 集禧堂
- 碧霞堂
- 桂凝堂
- 凝香堂
- 春昭堂
- 翠云堂
- 永宝堂
- 碧月堂
- 建绮阁
- 瑶光堂
- 碧蕙堂
- 定薰堂
- 戴香堂
- 内烧厨房
- 外烧厨房
- 璿源殿，供奉历代国王画像的殿堂，在景福宫东北隅
  - 肃临门
  - 穆临门
  - 拜位厅
  - 陈设厅
  - 观光门
  - 敬安堂
  - 保明门
  - 思五门
  - 肃敬斋
  - 显相门
  - 德丰门

#### 西北部区域
- 文庆殿
  - 昭隆门
  - 庆云宫
  - 斋室
- 会安殿
  - 清穆门
  - 景维门
- 熟设所
- 北所卫将直所
- 武兼直所
- 局出身直所
- 局别将直所
- 泰元殿，坐落於景福宮的西北角。為奉行國喪與祭祀的殿閣。亦曾被當作殯殿及魂殿來使用。
  - 建肃门
  - 景安门
  - 恭默齋
  - 肅聞堂
  - 敬思閣
  - 永思齋
  - 維正堂
  - 东侧洗踏房
  - 西侧洗踏房

### 附属建筑
- 建春门，景福宫东门，城台式建筑，上有三开间门楼
- 迎秋门，景福宫西门，城台式建筑，上有三开间门楼
- 玄武门，景福宫北门，城台式建筑，上有三开间门楼。高宗大院君复建时，为避清圣祖玄烨名讳，更名为神武门
- 景武台（青瓦台），景福宫外苑，韩国光复后改为大韩民国总统府。外苑东门为春生门，西门为秋成门
- 七宫，供奉历代国王生母的祠堂
  - 毓祥宫，英祖生母淑嫔崔氏
  - 储庆宫，元宗生母仁嫔金氏
  - 大嫔宫，景宗生母禧嫔張氏
  - 延祜宫，孝章世子生母靖嫔李氏
  - 宣禧宫，思悼世子生母暎嫔李氏
  - 景祐宫，纯组生母绥嫔朴氏
  - 德安宫，英亲王李垠生母純獻皇貴妃嚴氏

## 圖集

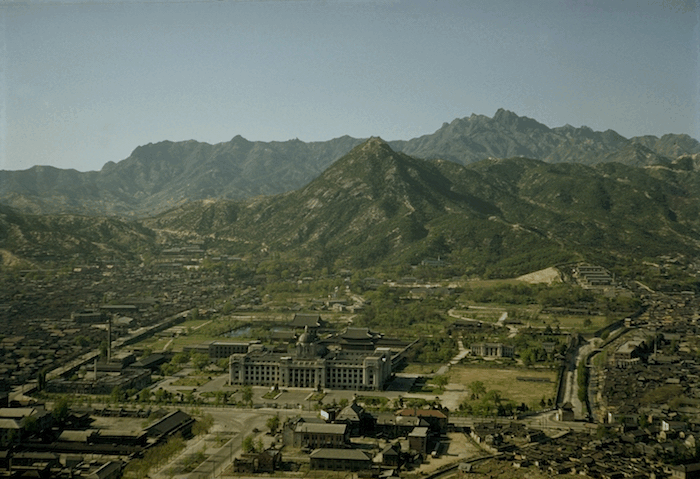
朝鮮總督府與景福宮，1950年
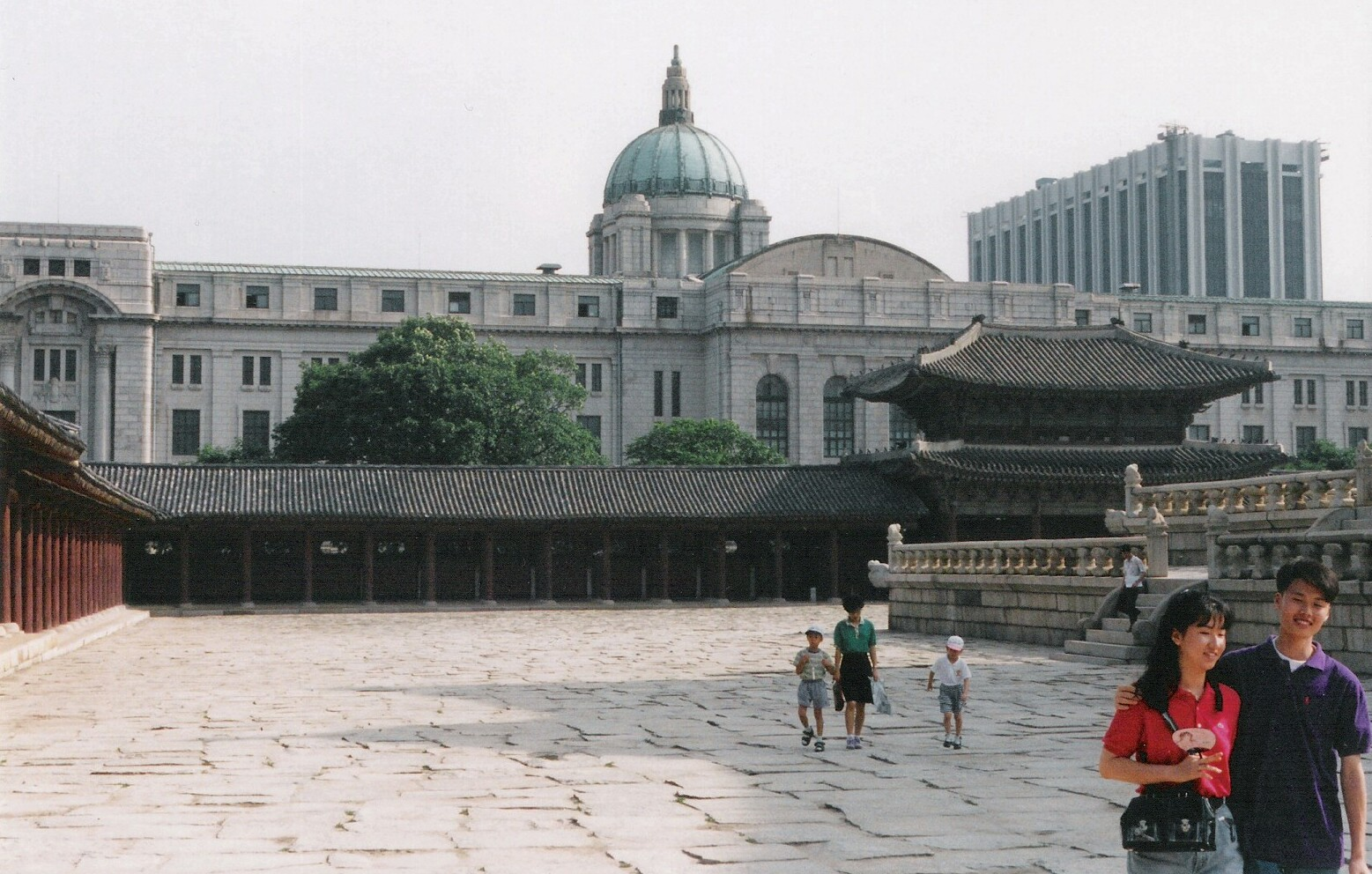
勤政門前方的總督府，1995年拆除前
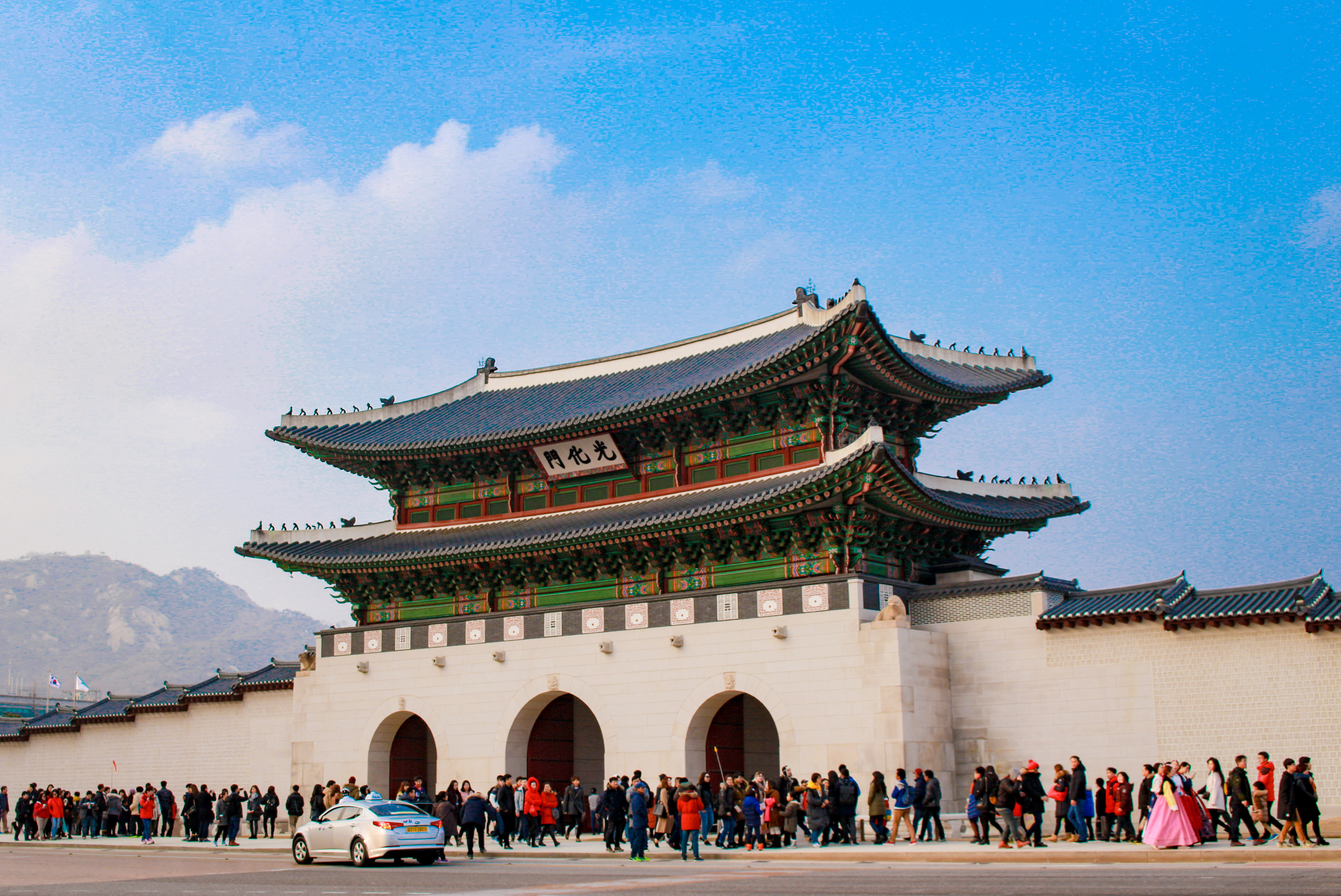
光化門(광화문)
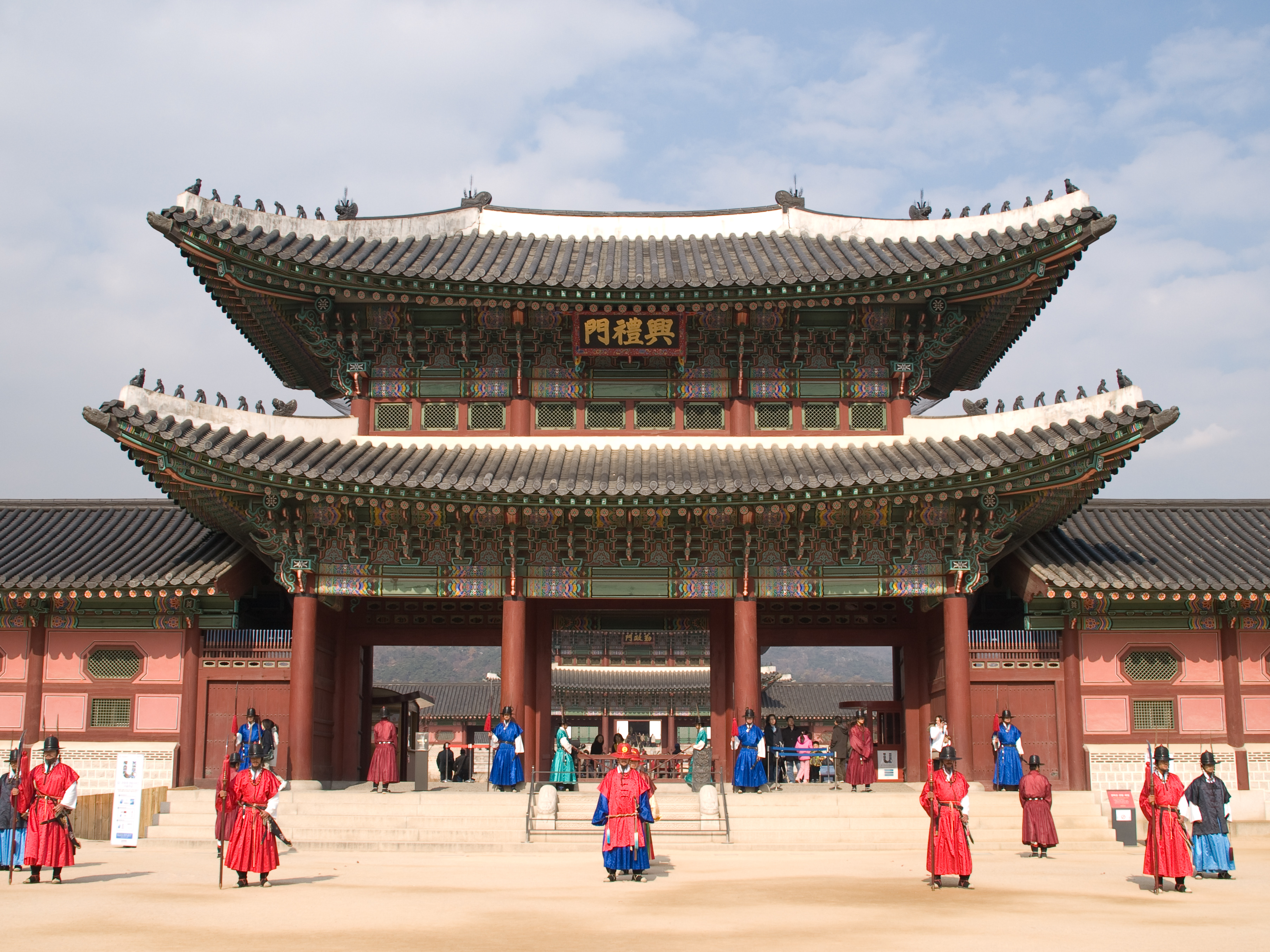
興禮門(흥례문)
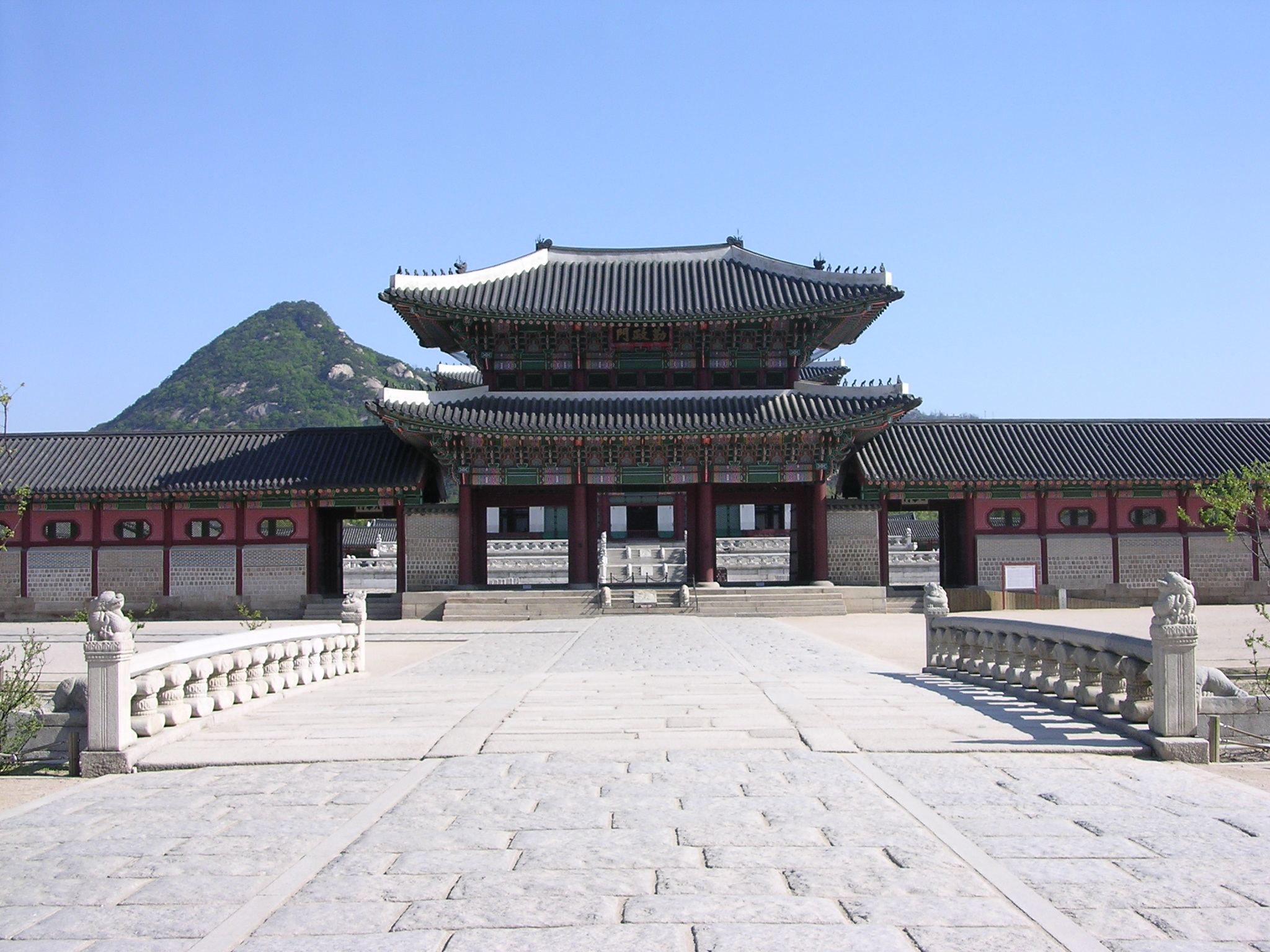
永濟橋(영제교)與勤政門
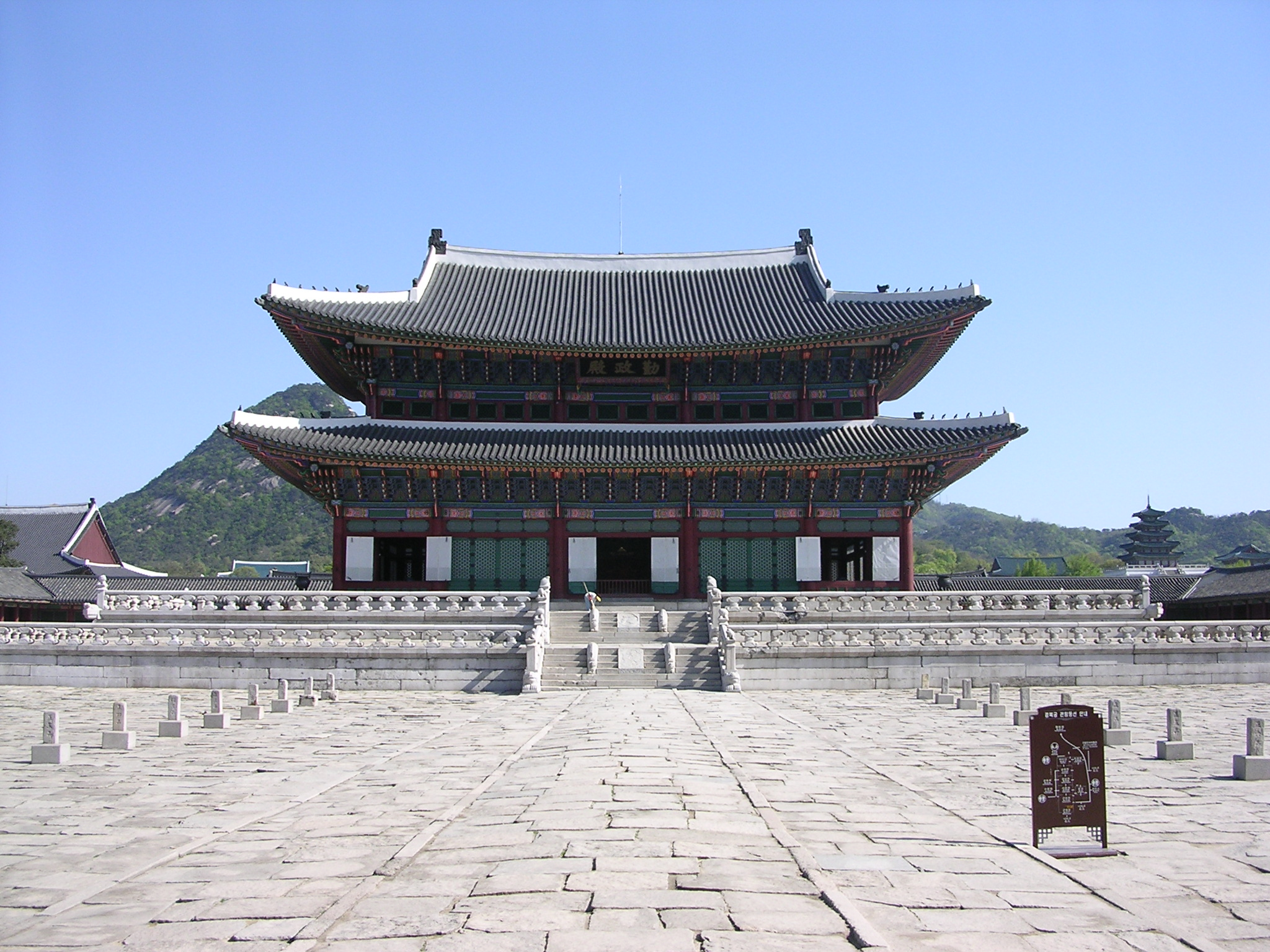
勤政殿(근정전)
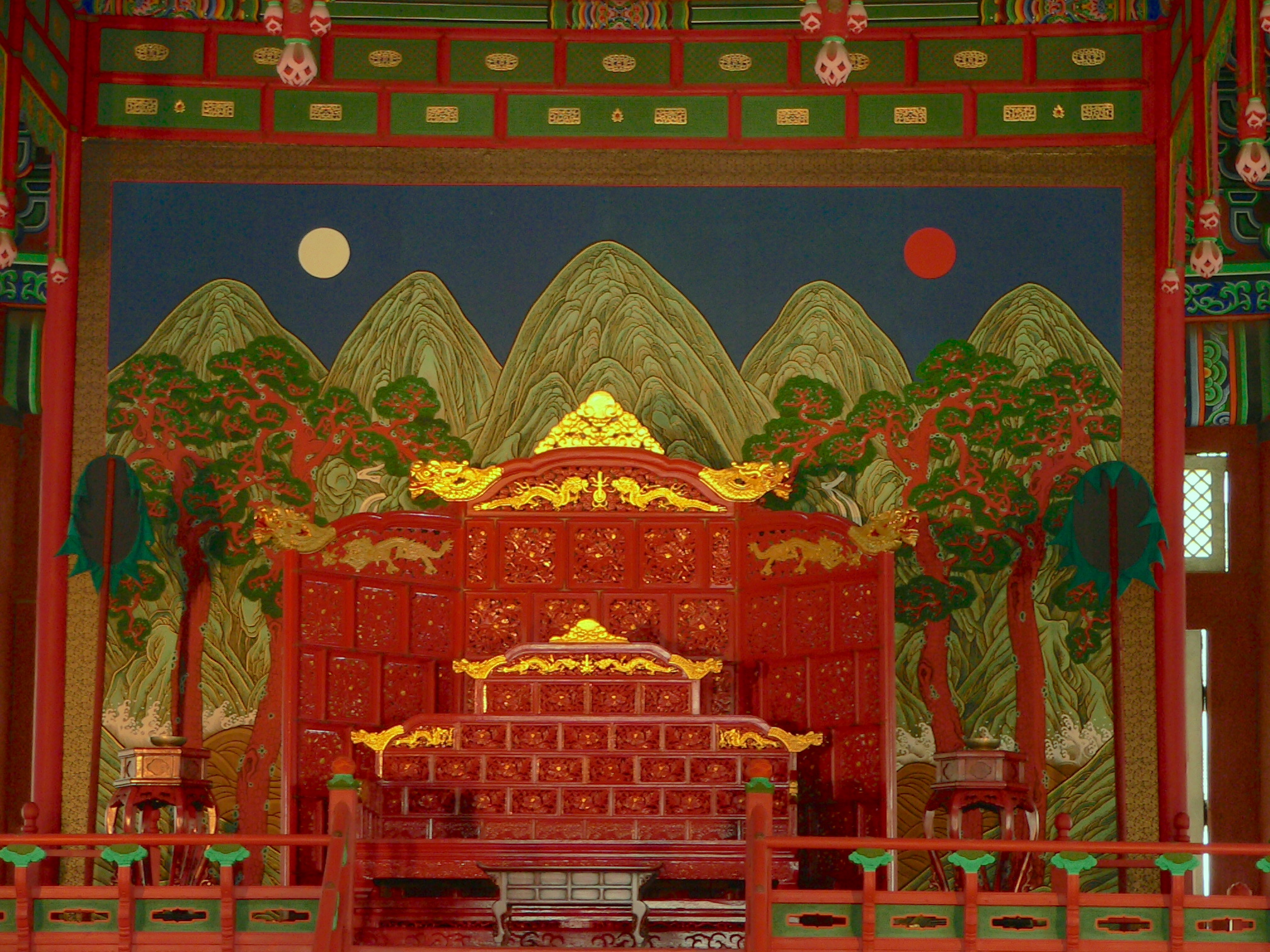
勤政殿內的王座
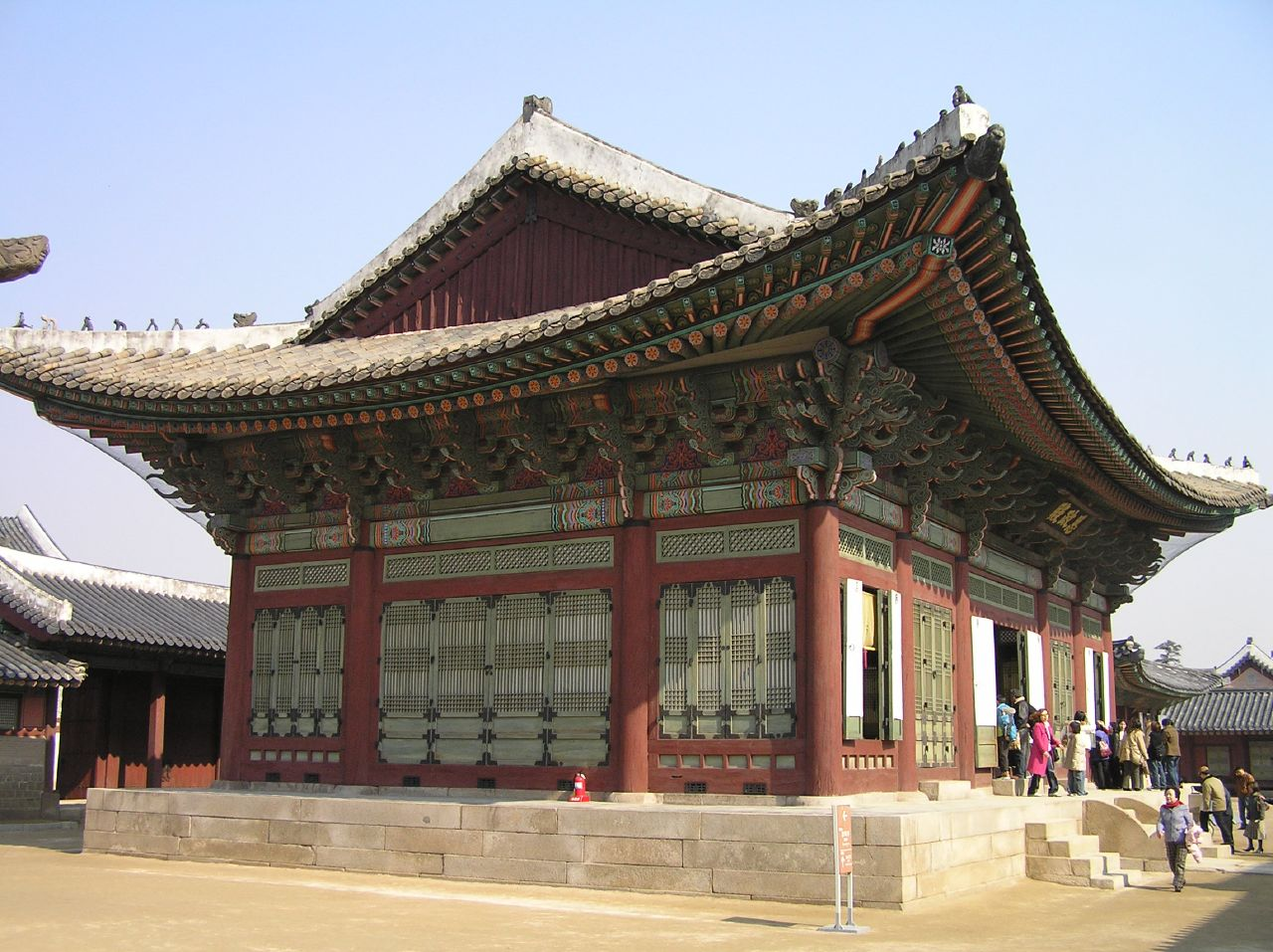
思政殿(사정전)
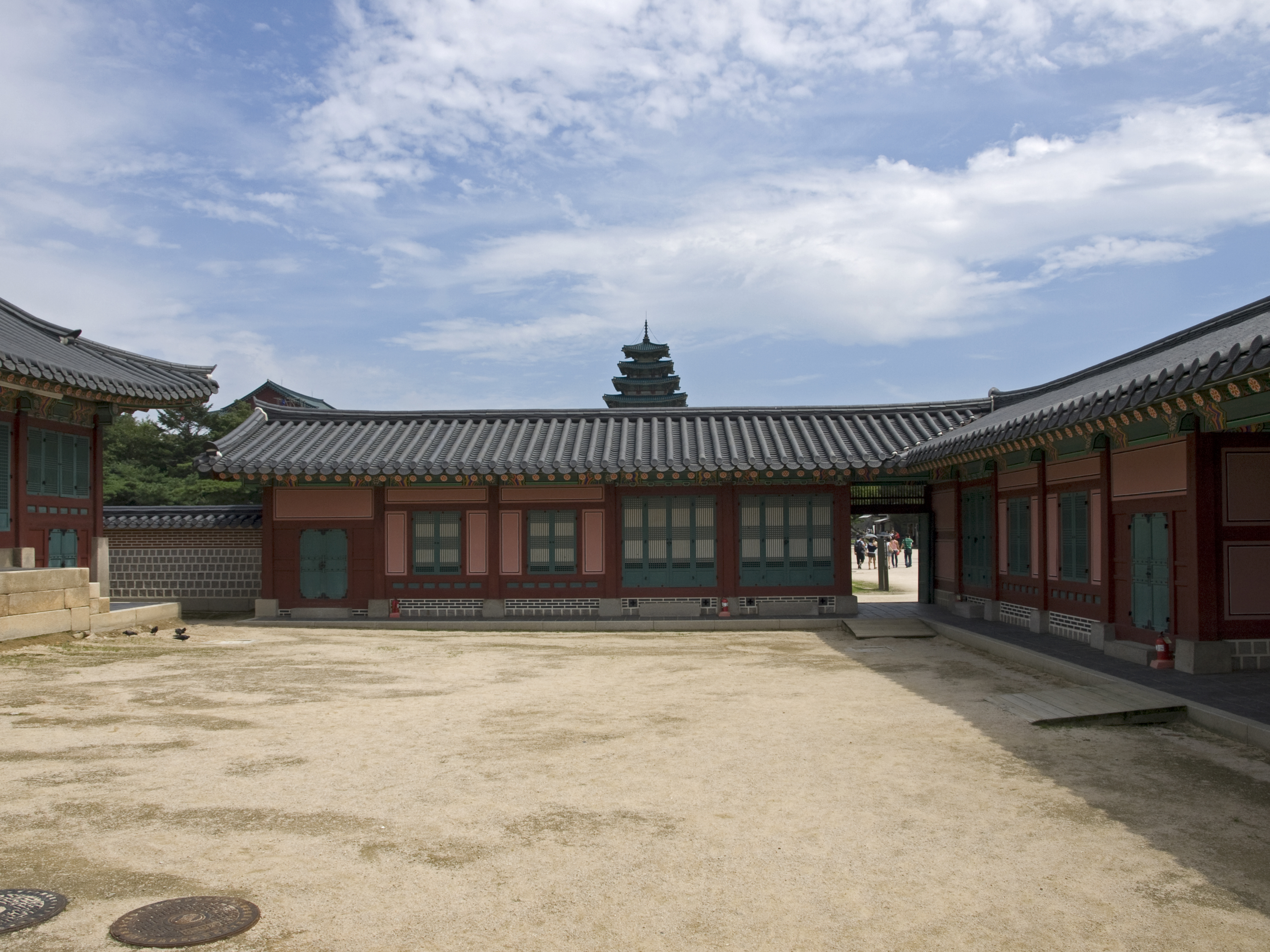
東宮(동궁)
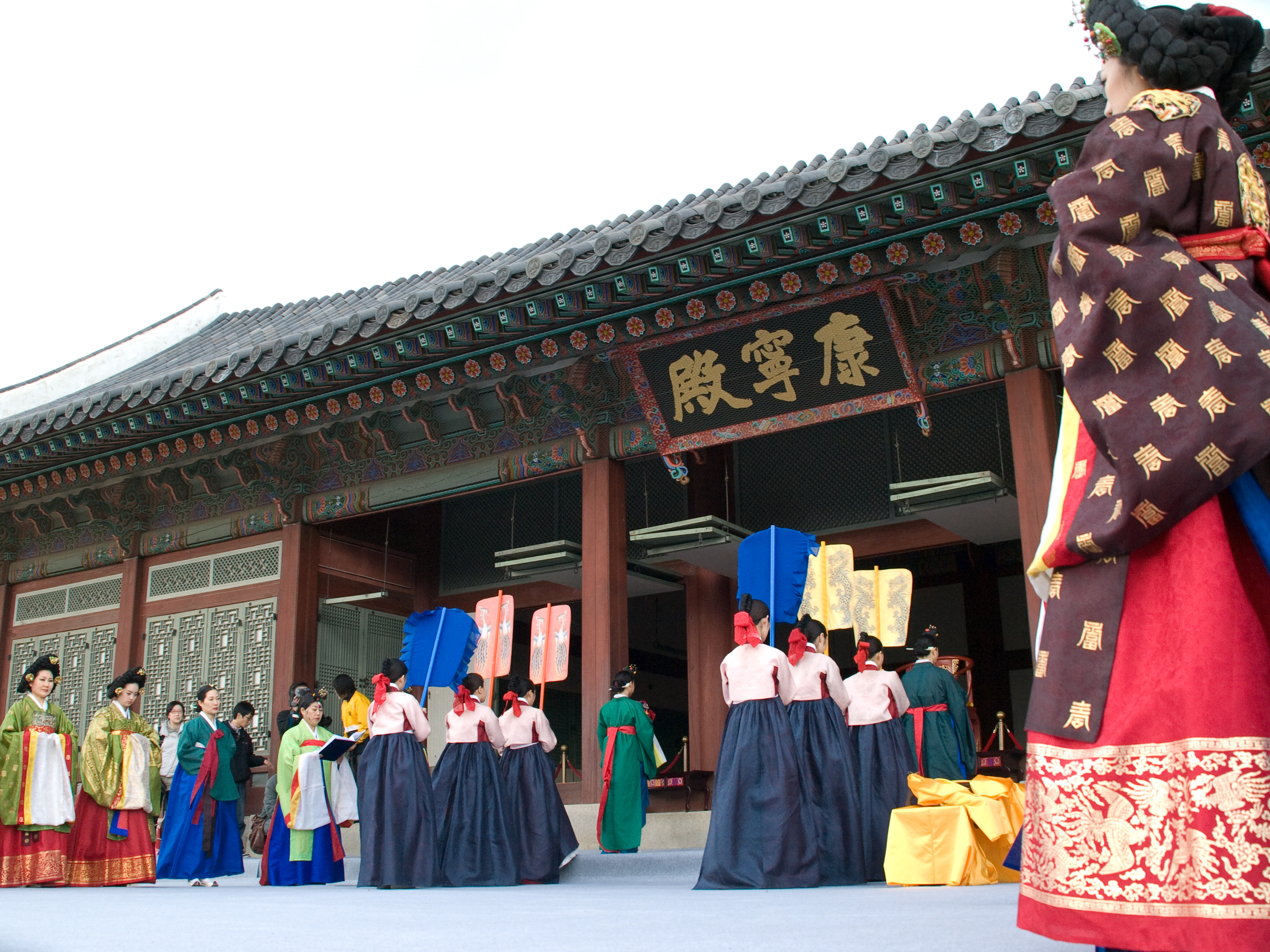
康寧殿(강녕전)
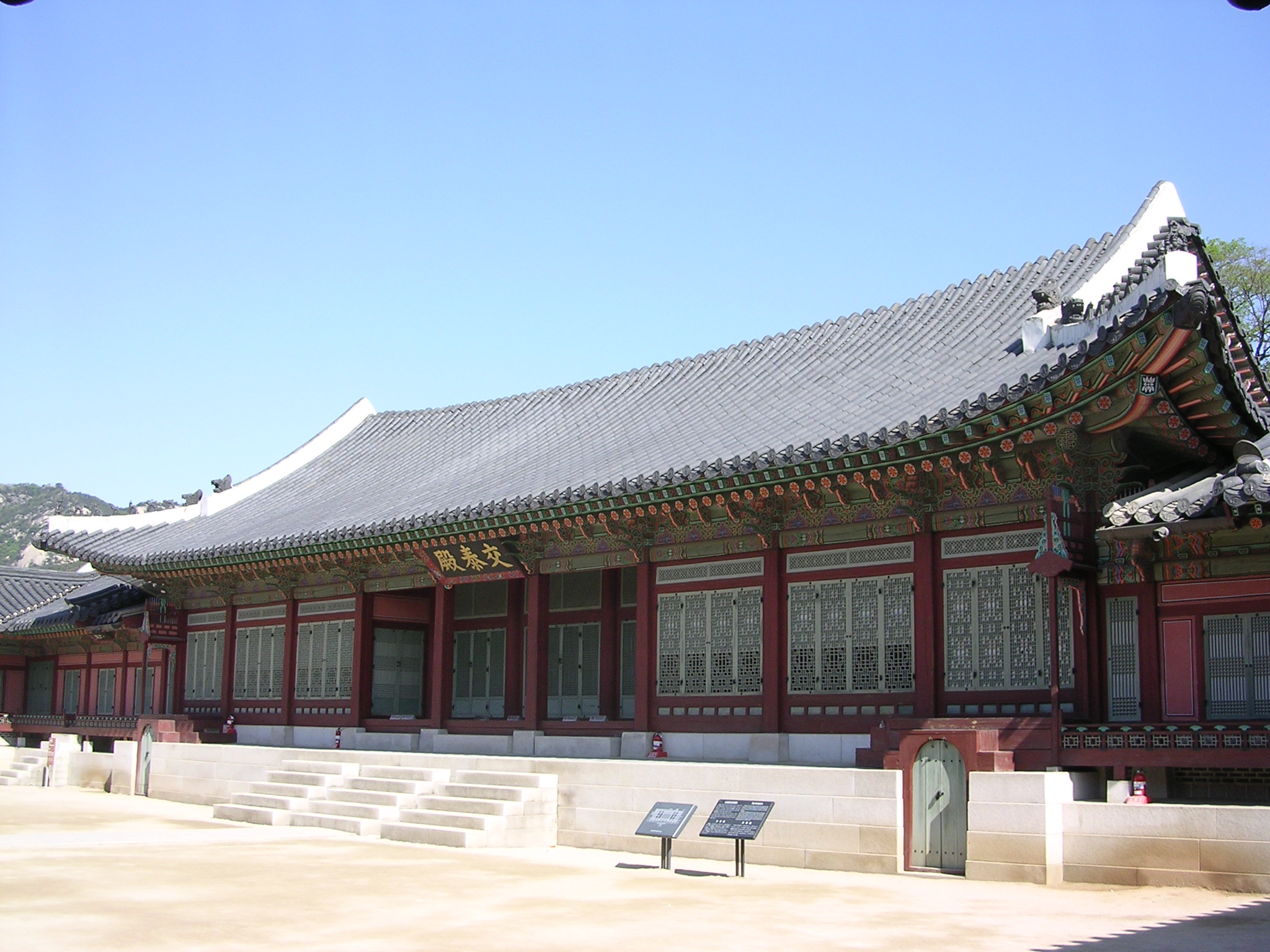
交泰殿(교태전)
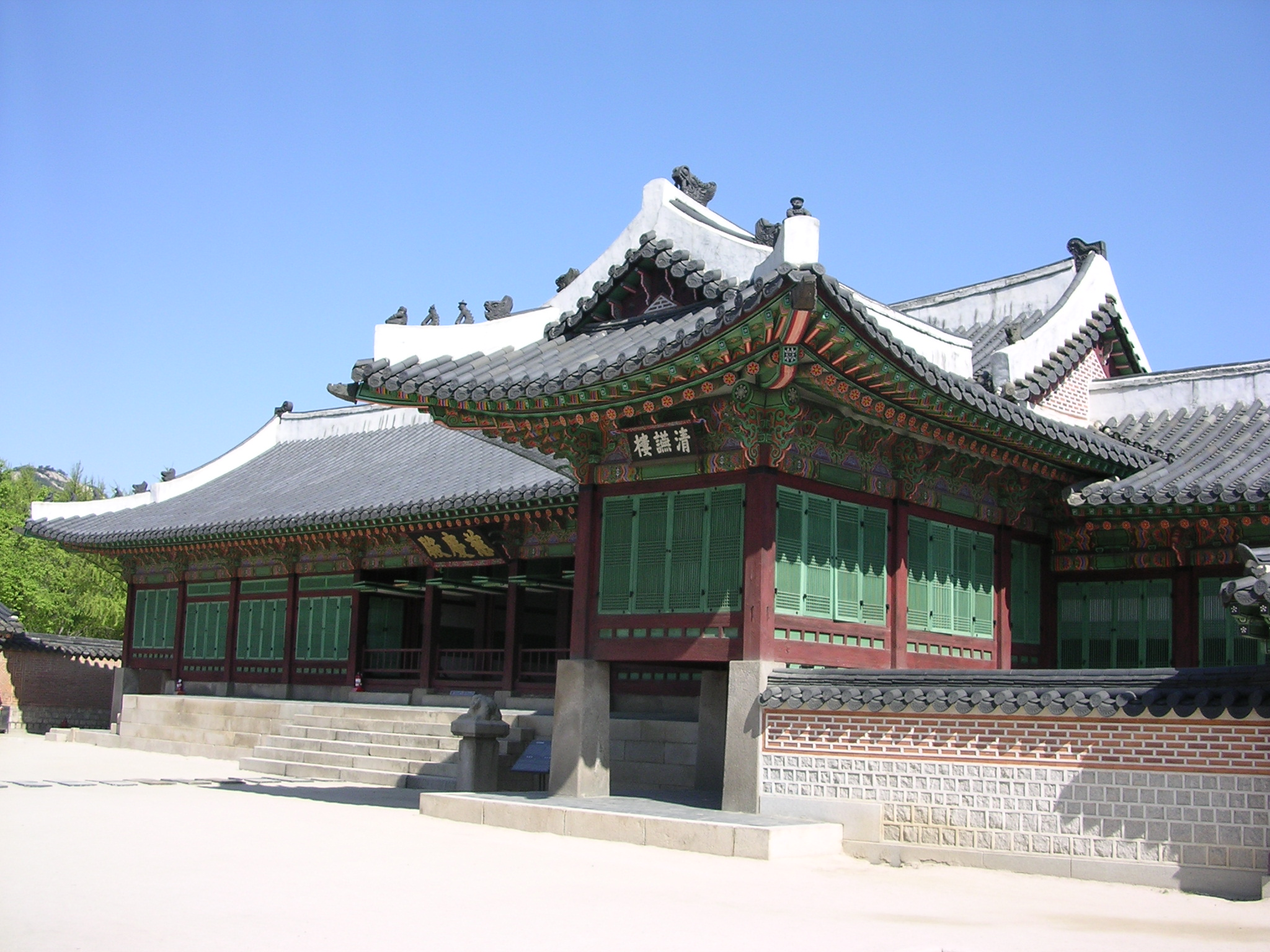
慈慶殿(자경전)
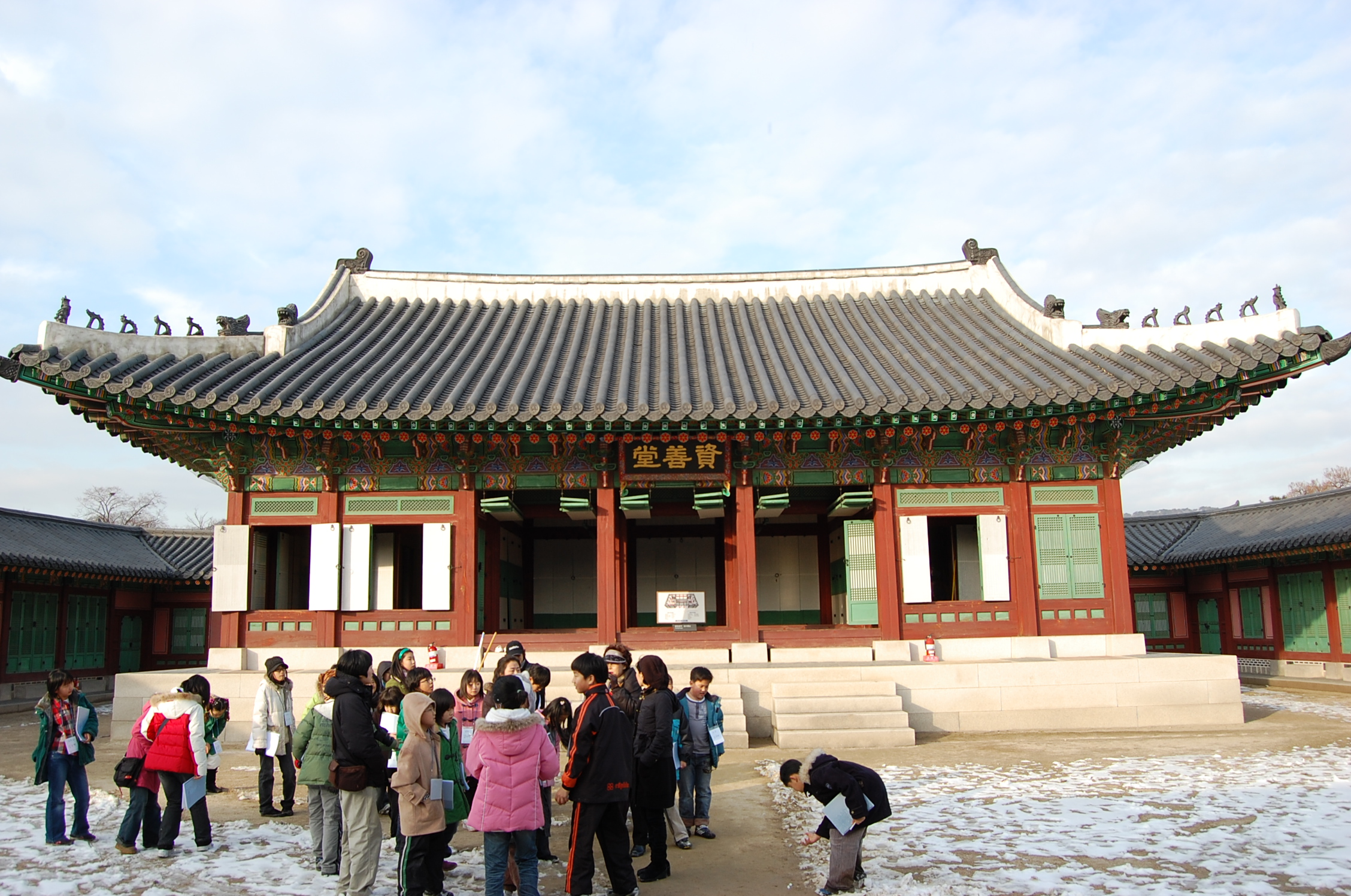
資善堂(자선당)
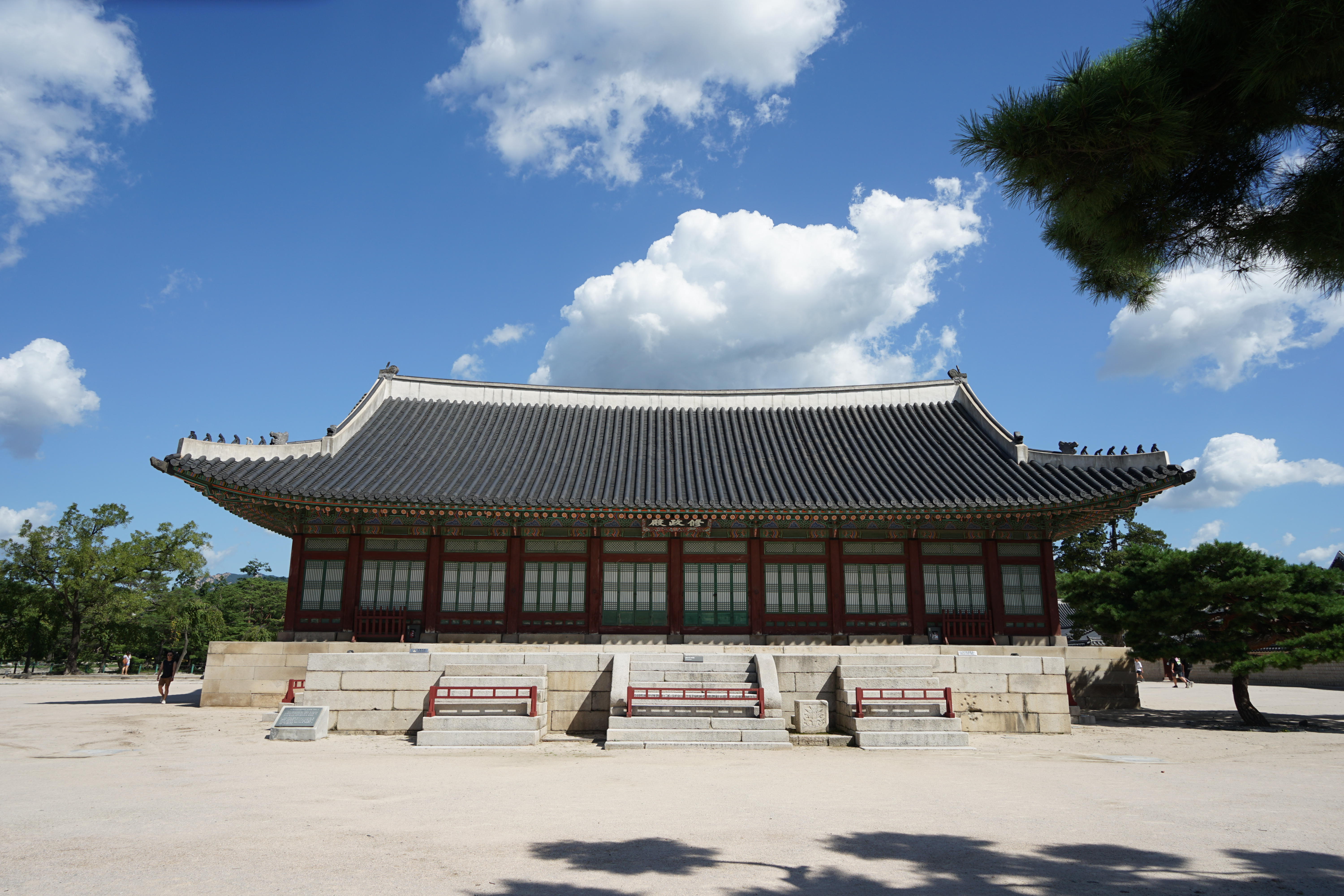
修政殿(수정전)
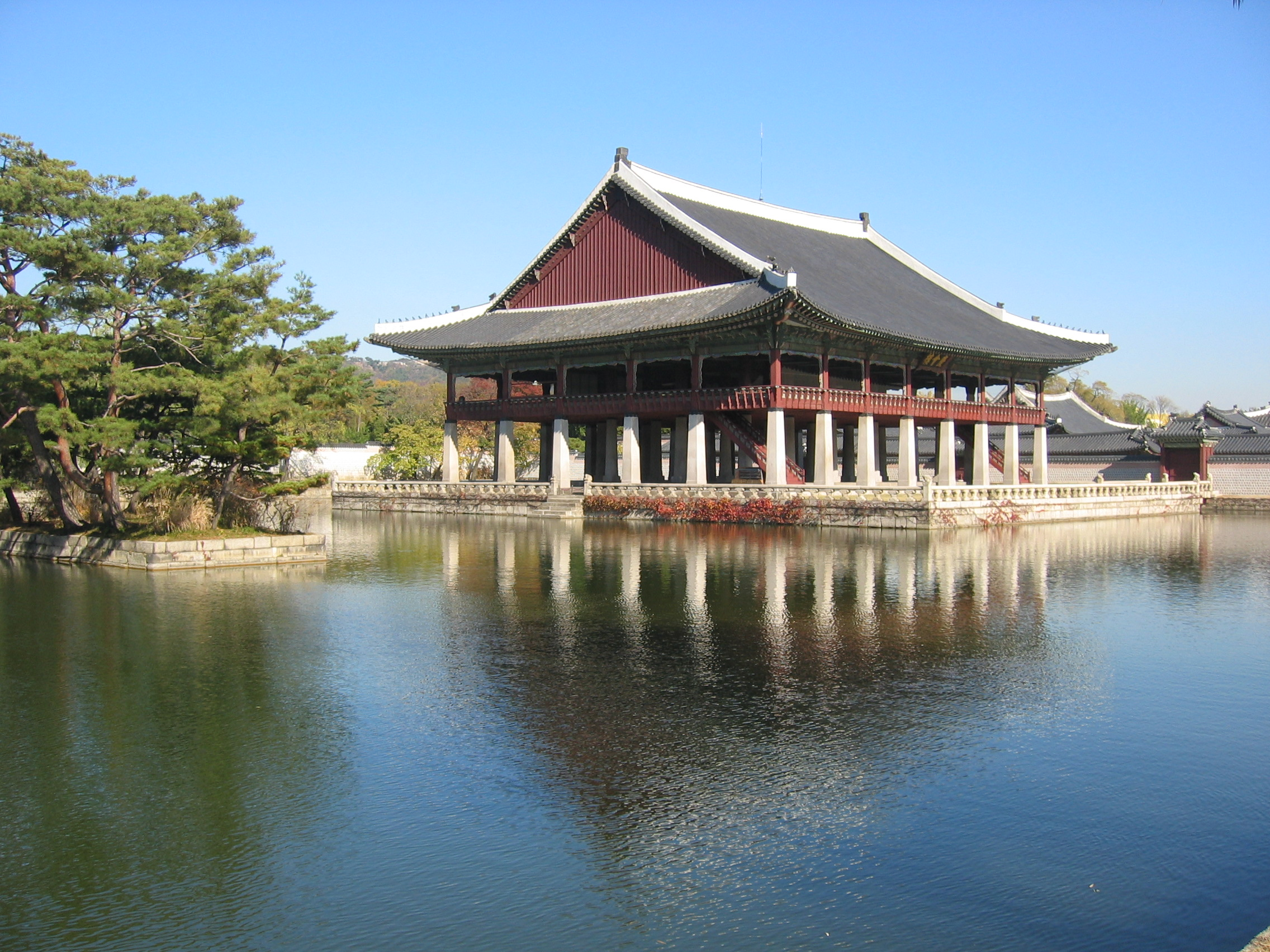
慶會樓
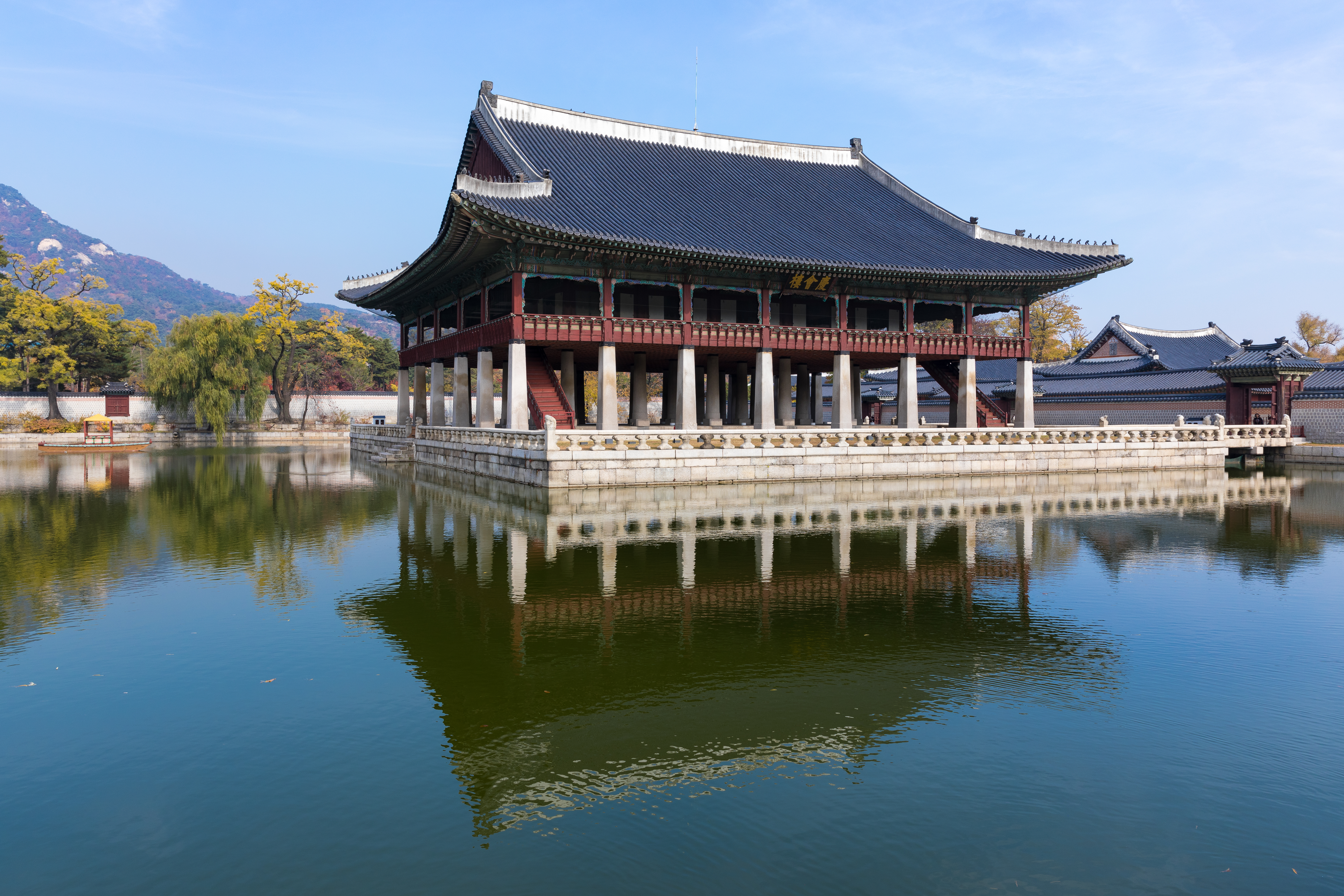
慶會樓
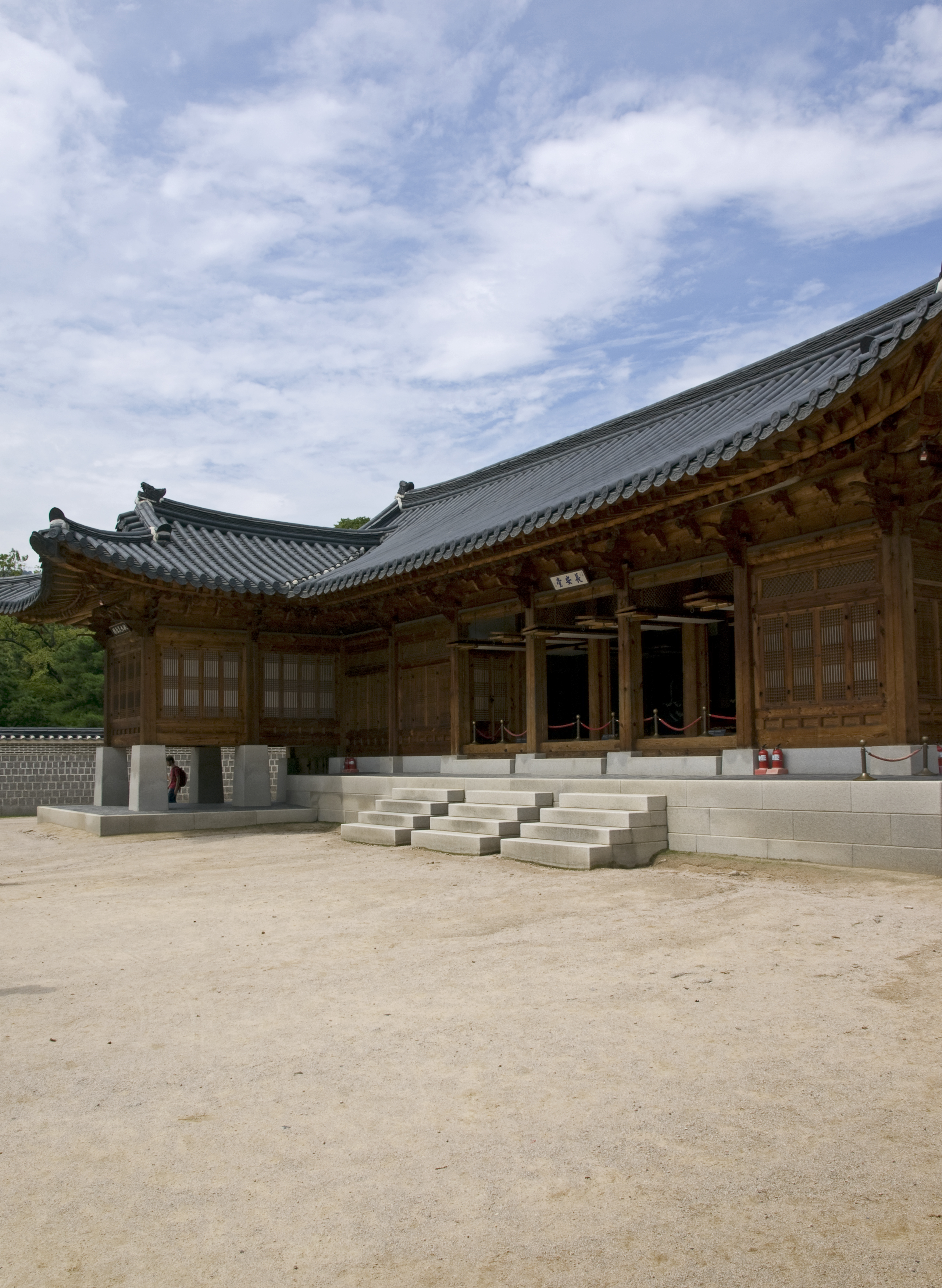
乾清宮(건청궁)
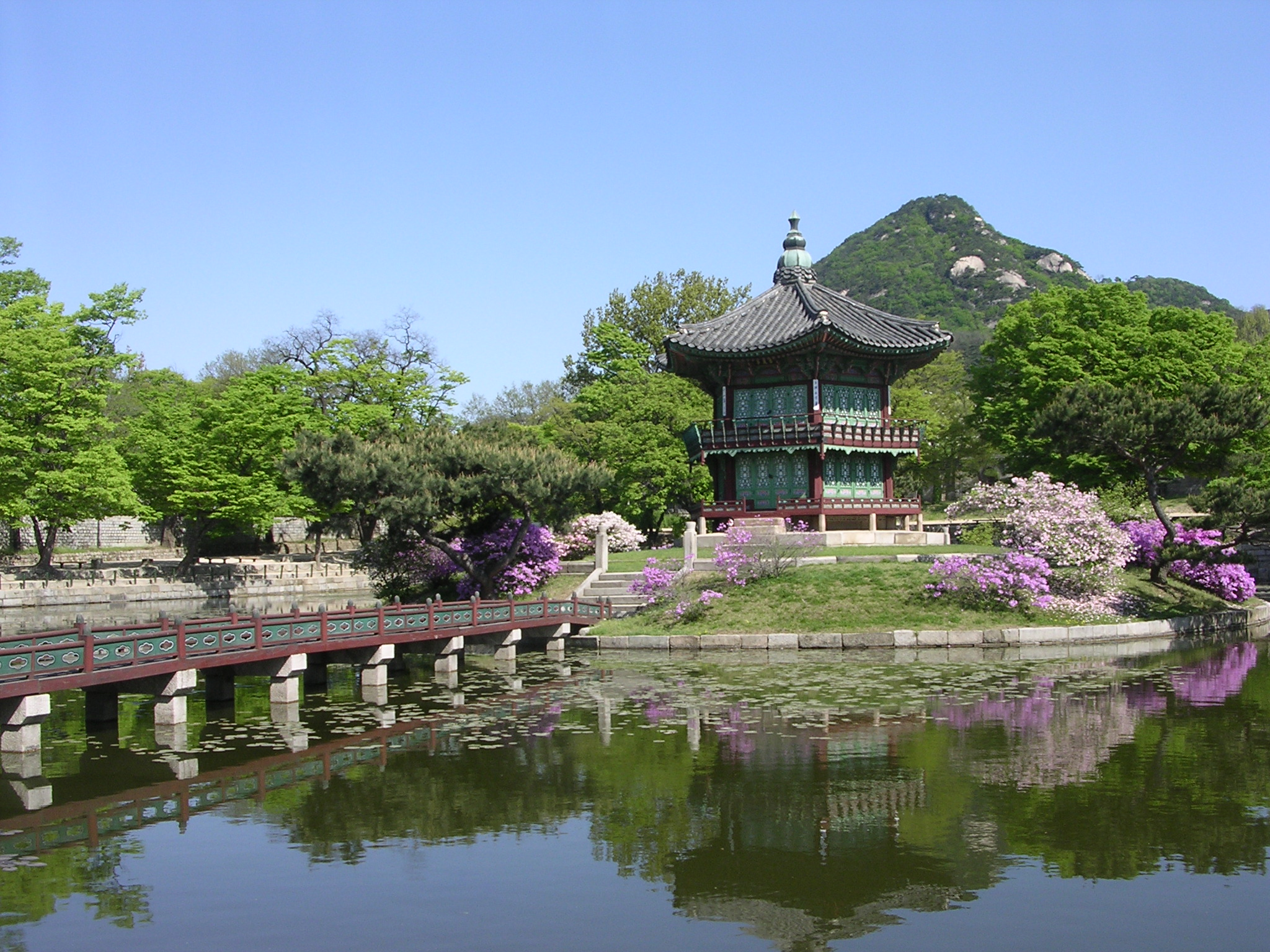
香遠亭(향원정)
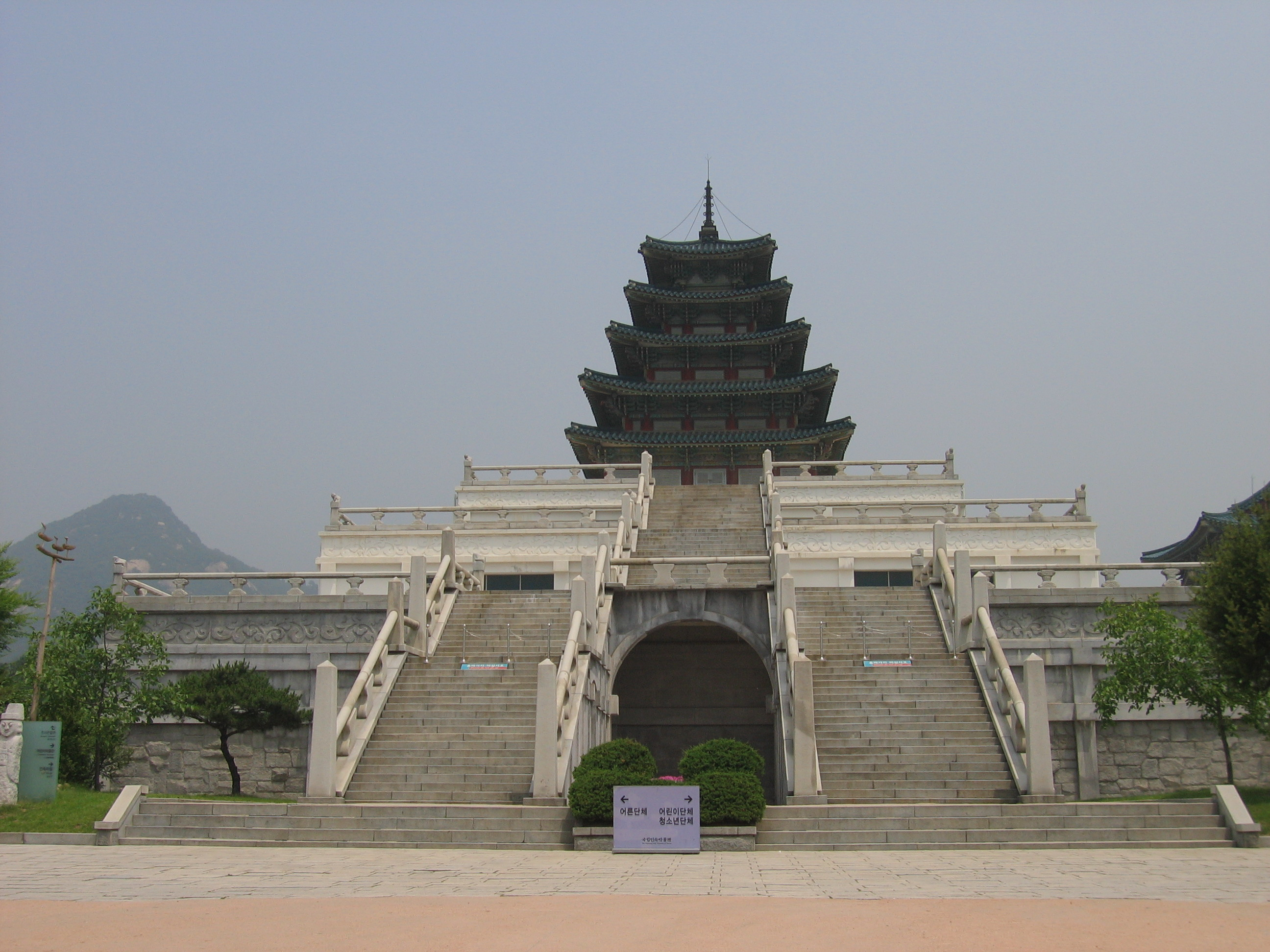
國立民俗博物館
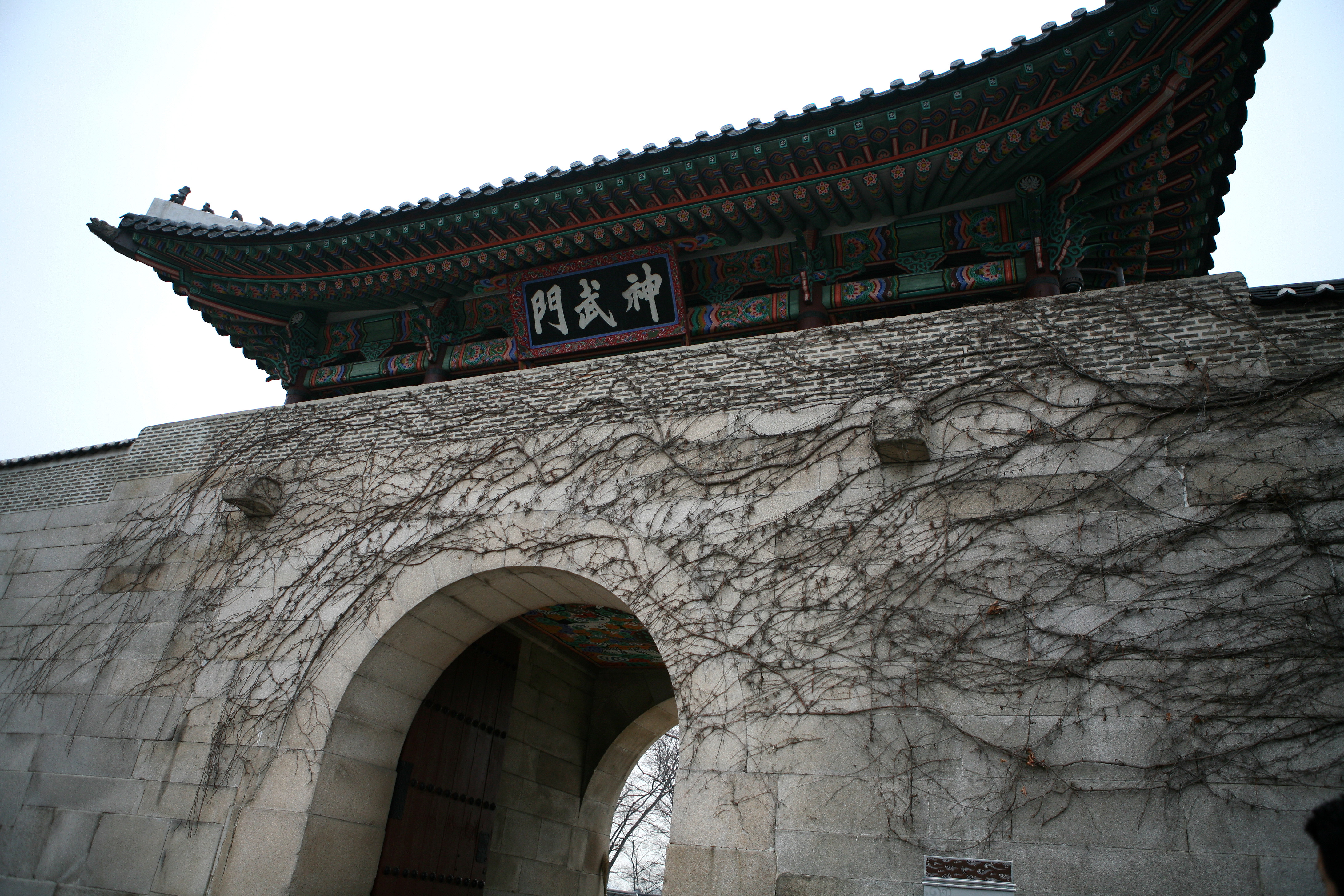
神武門(신무문)

## 外部連結
- 文化財廳 景福宮 （页面存档备份，存于）官方網站（英文）
- 1865年复建后的景福宮平面圖 （页面存档备份，存于）
- 景福宮相片集 （页面存档备份，存于）
- 朝鲜王朝实录（韩文，附中文原始文献） （页面存档备份，存于）
- 韩国首尔市官方旅游网页- 景福宮（中文）
- OpenStreetMap上有關景福宮 (韓國)的地理